# Gos
El gos, ca o quisso (Canis lupus familiaris) és un mamífer carnívor de la família dels cànids. Es tracta d'una subespècie domesticada del llop i és l'únic cànid que ha estat domesticat del tot. Els éssers humans en tenen com a animals de companyia o gossos de treball. Els gossos de carrer o ferals, en canvi, tendeixen a evitar el contacte humà. La Federació Cinològica Internacional (FCI) en reconeix 353 races, que presenten una gran varietat de dimensions, fisonomies i temperaments. Aquestes races tenen el mateix nombre d'ossos (a banda de la cua), una mandíbula forta amb unes 42 dents i sentits de l'olfacte, l'oïda i la vista ben desenvolupats.
El 2020 es calculava que hi havia uns 900 milions de gossos arreu del món. Són l'animal de companyia més popular a Catalunya.
Les investigacions més recents indiquen que el gos fou domesticat per primera vegada a Europa, però no se sap amb certitud si tots els gossos domèstics provenen d'un mateix grup o si el procés de domesticació es repetí diversos cops.

## Etimologia i nom
A les Illes Balears i parts de la Catalunya Nord el gos rep el nom de «ca», que prové directament del mot llatí canis, que al seu torn prové de la forma protoindoeuropea *kwon-. Una de les variacions d'aquesta forma indoeuropea és cuon, que a través del grec antic κύων ha portat a termes catalans com ara «cinisme» o «cinocefàlia». L'arrel llatina es reflecteix en altres llengües romàniques: chien (francès), cane (italià), can (gallec i castellà), cão (portuguès), câine (romanès), etc. El mot «ca», antigament estès per tot el domini lingüístic, ha desaparegut gairebé completament del llenguatge viu de Catalunya i el País Valencià, substituït pel sinònim «gos». La desaparició del mot «ca» a les regions continentals és recent, com ho demostra el fet que la gent encara sàpiga que «ca» vol dir «gos», malgrat que es faci servir poc, però també és probable que els refranys i les locucions en què figura el mot «ca» hagin contribuït a conservar la comprensió d'aquesta paraula a Catalunya.
D'altra banda, el terme més estès als Països Catalans per referir-se a aquest animal, «gos», té un origen expressiu a partir de l'expressió «gus» o «kus», utilitzada antigament per cridar o dirigir-se als cans o gossos. És atestat per primer cop l'any 1342. A l'Alguer es fa servir la paraula «cutxo».
Existeixen diverses formes per referir-se a un grup d'animals. Són comuns els substantius col·lectius: «bandada» (ocells), «porcada» (porcs) o «banc» (peixos). El terme correcte en català per referir-se a un grup de gossos, especialment quan cacen junts, és «gossada». El terme correcte per referir-se a una cria de gos és «cadell», que s'ha estès per denominar les cries d'altres mamífers carnívors com el lleó, l'os o el llop.
Els gossos que tenen els avantpassats registrats formalment són denominats com a gossos amb pedigrí. En termes estrictes, un pura sang és aquell que té avantpassats de la mateixa raça, mentre que en el cas d'un gos de pedigrí és essencial l'existència d'un registre genealògic dels seus avantpassats. Aquests registres genealògics han estat criticats per grups en defensa dels animals que argumenten que promou una discriminació en contra dels gossos mestissos i per veterinaris, que afirmen que les associacions canines només tenen en compte la puresa de la raça del gos sense valorar-ne la salut.

## Taxonomia

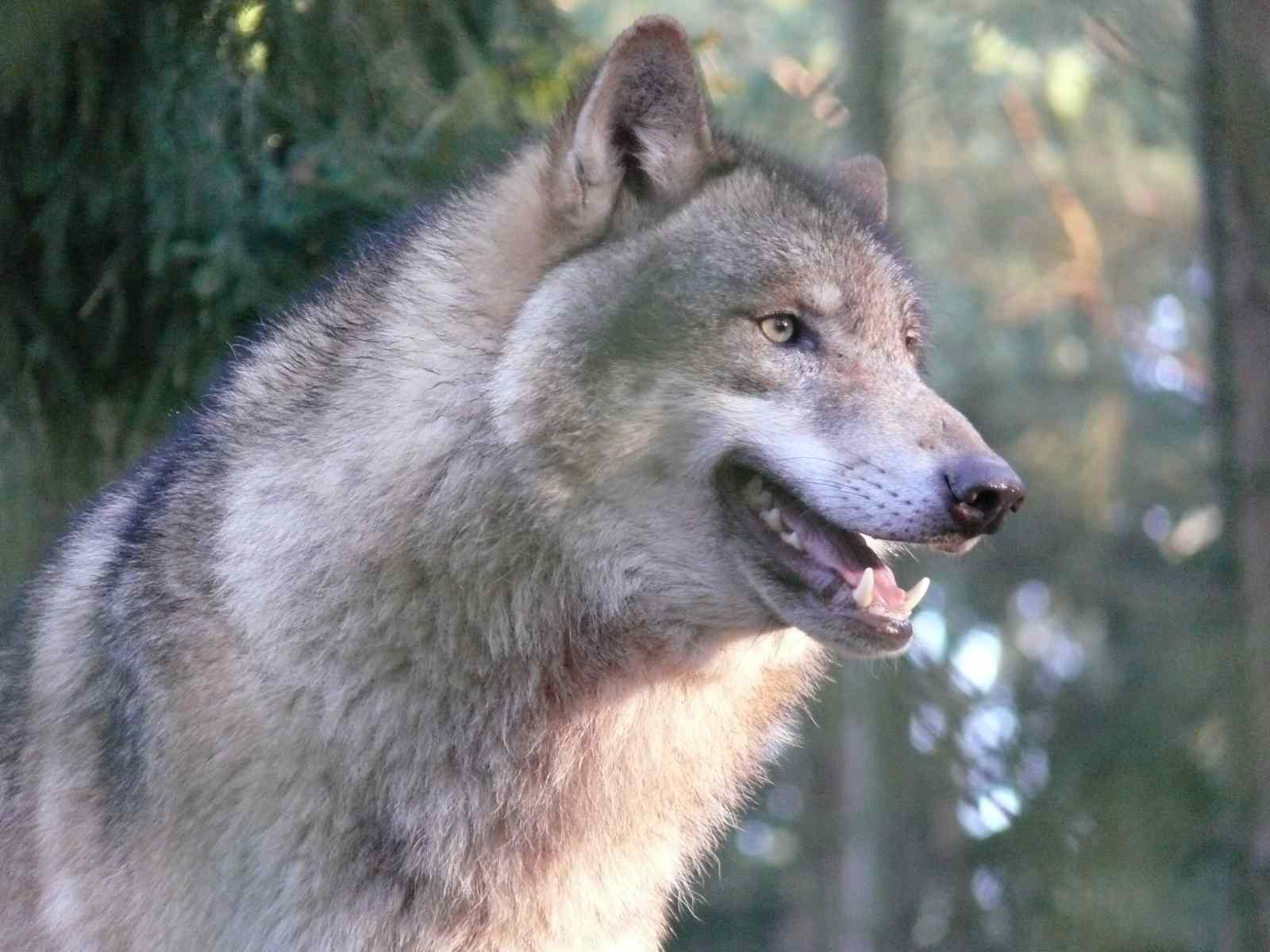
Es creu que el llop gris és l'avantpassat més immediat dels gossos domèstics.

El gos fou descrit com a Canis familiaris i Canis familiaris domesticus per Carl von Linné a la seva obra Systema Naturae del 1758. Linné utilitzà dos noms diferents perquè creia que els gossos salvatges (Canis familiaris) eren diferents dels gossos domèstics (Canis familiaris domesticus). Tanmateix, el 1993, la Smithsonian Institution i la Societat Americana de Mastòlegs feren una revisió taxonòmica dels gossos i els reclassificaren com a subespècie del llop gris (Canis lupus).
Els gossos donen nom a la família dels cànids, que inclou també els llops, les guineus, els coiots, els xacals, els gossos salvatges africans i els dingos. Es creu que aquests últims podrien formar part de la mateixa subespècie que els gossos domèstics, però provisionalment se'ls classifica en la subespècie Canis lupus dingo.
A un nivell taxonòmic més alt, també donen nom al subordre dels caniformes. Igual que els gossos, els animals que formen aquest grup comparteixen una sèrie de característiques: manquen d'urpes retràctils, tenen més dents que els feliformes (cosa que els permet processar l'aliment vegetal molt millor que els gats, per exemple), un musell llarg, carnisseres menys especialitzades que les dels fèlids, una dieta mitjanament omnívora i oportunística i una bul·la auditiva unicameral o parcialment dividida, composta d'un únic os.

## Domesticació

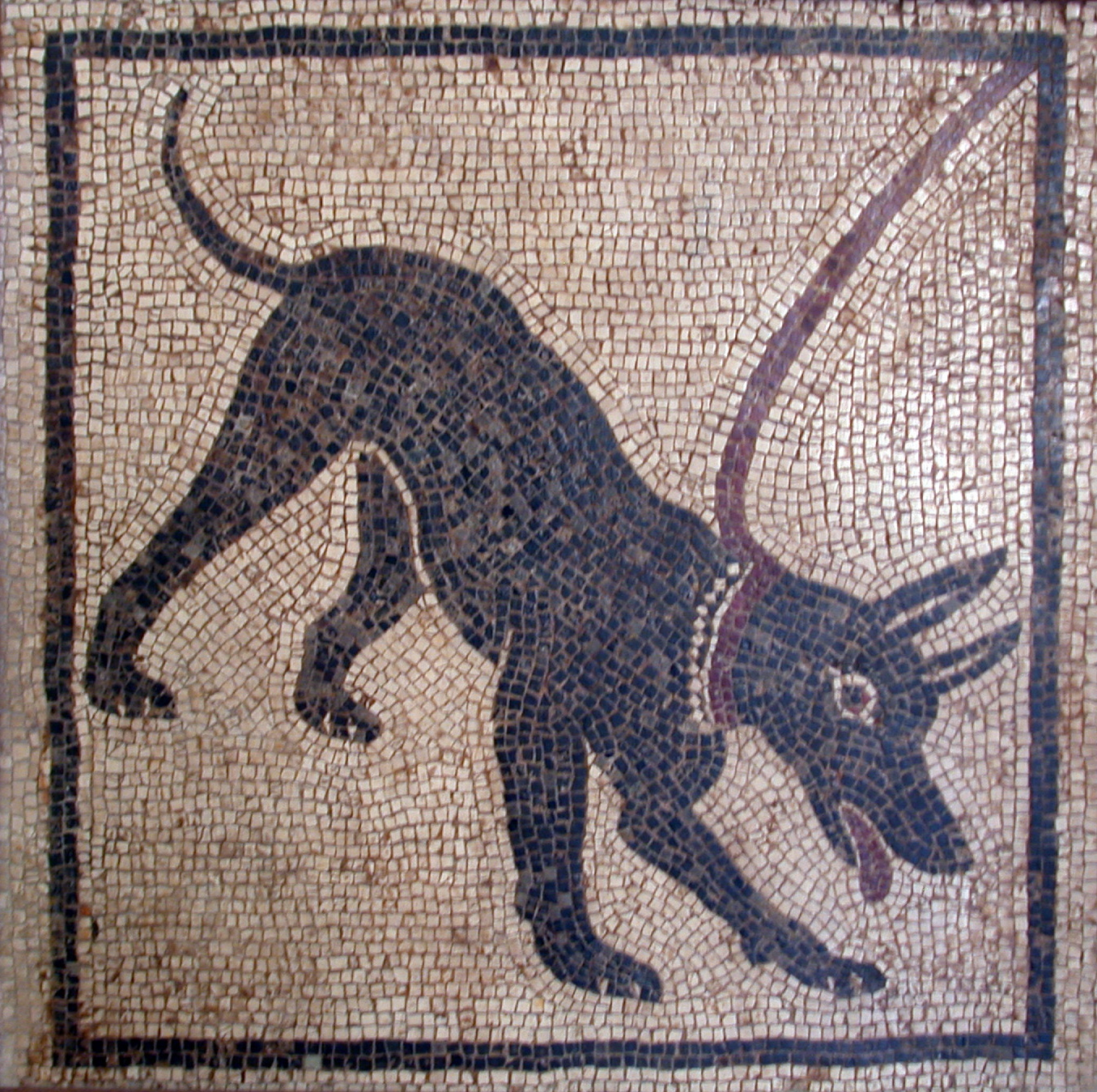
Mosaic romà mostrant un gos amb collar

Basant-se en les anàlisis d'ADN, els llops avantpassats dels gossos moderns se separaren de la resta de llops fa uns cent mil anys, i els gossos foren domesticats d'aquests llops grisos fa uns quinze mil anys. Aquesta data significaria que els gossos foren la primera espècie a ser domesticada pels humans. Les proves indiquen que els gossos foren domesticats per primer cop a Europa. Algunes de les cultures que arribaren a Nord-amèrica s'endugueren gossos des d'Àsia.
La relació entre els humans i els gossos es remunta al passat llunyà. Les proves arqueològiques i genètiques coincideixen en indicar que la domesticació tingué lloc a finals del Paleolític superior, a prop del límit Plistocè-Holocè, fa entre 17.000 i 14.000 anys. Ni la morfologia d'ossos fòssils, ni les anàlisis genètiques de les poblacions de gossos i llops antigues i actuals, han estat capaces fins ara de determinar amb certesa si tots els gossos són el producte d'una única domesticació, o si foren domesticats de manera independent en més d'un lloc. Els gossos domèstics podrien haver-se aparellat amb poblacions locals de llops salvatges en diverses ocasions (un procés que en genètica es coneix com a introgressió). Els gossos podrien haver estat domesticats per mitjà de diversos processos; podrien tenir l'origen en la cria de cadells de llop des de petits, fàcilment socialitzables i que, després d'algunes generacions de reproduir-se entre ells, haurien donat peu a la varietat domèstica. Alternativament, els gossos podrien ser els descendents de llops menys propensos a fugir dels humans; aquesta tendència socialitzadora s'hauria anat amplificant al llarg de les generacions fins a arribar a un estat de domesticació completa.
Els ossos de gos més antics coneguts, dos cranis de Rússia i una mandíbula d'Alemanya, daten d'entre fa 13.000 i 17.000 anys. El seu avantpassat més probable és el gran llop holàrtic septentrional, Canis lupus lupus. Restes de gossos més petits de dipòsits en coves del Mesolític (Natufià) al Pròxim Orient, que daten de fa uns 12.000 anys, han estat interpretats com a descendents d'un llop del sud-oest d'Àsia més gràcil, Canis lupus arabs. L'art rupestre i restes d'esquelets indiquen que, fa uns 14.000 anys, els gossos s'estenien des del nord d'Àfrica, a través d'Euràsia i fins a Nord-amèrica. Les restes de gossos enterrats al cementiri mesolític de Sværdborg (Dinamarca) suggereixen que a l'antiga Europa els gossos eren companys estimats.

## Descripció

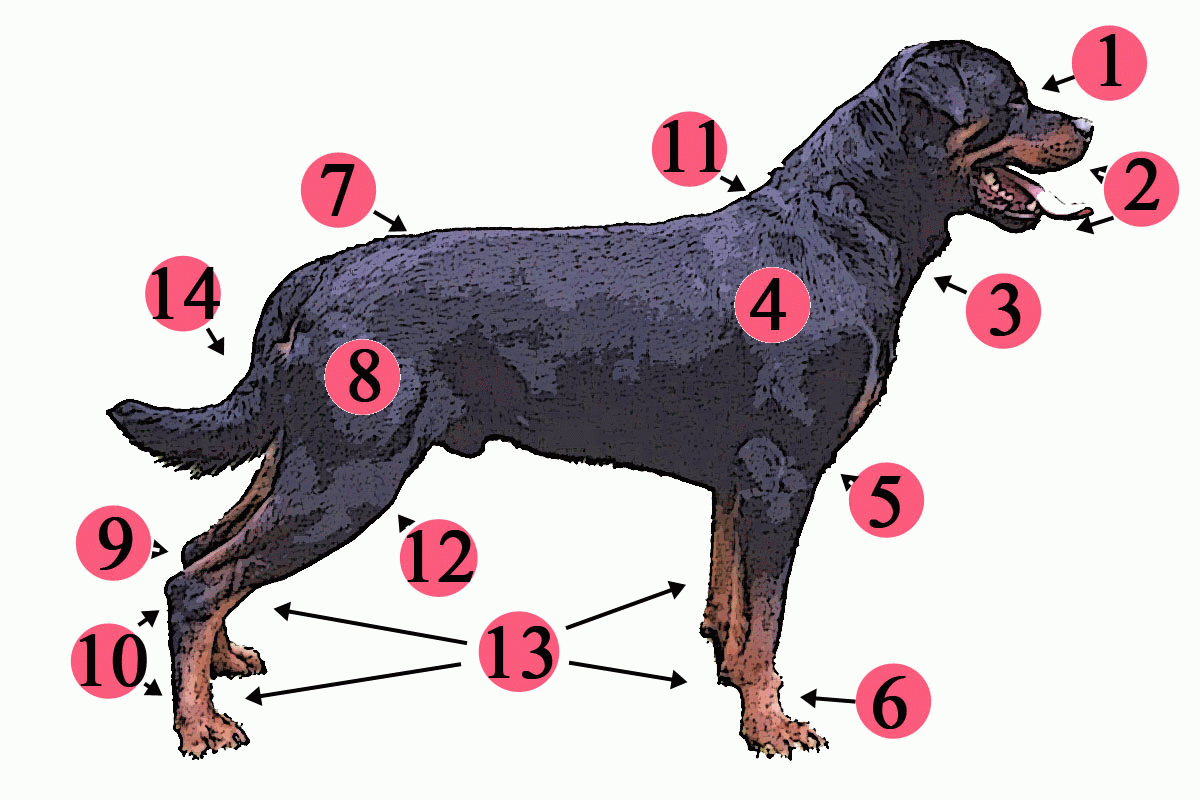
Diagrama de l'anatomia general d'un gos: 1. front, 2. musell, 3. barballera, 4. espatlla, 5. colze, 6. pota anterior, 7. punt més alt de la gropa, 8. cuixa, 9. garró, 10. potes posteriors, 11. creuera, 12. greixet, 13. potes, 14. cua

L'enorme varietat de morfologies en les diferents races de gos fa difícil determinar la mida i el pes mitjans dels gossos. Amb una alçada d'entre 71 i 90 cm, el llebrer irlandès és la raça més alta de gos (tot i que alguns exemplars de gran danès superen aquesta mida, arribant fins a 107 cm). La raça més petita de gos és el chihuahua, amb una mida de 15-25 cm a la creu. Amb un pes mitjà d'entre 1,5 i 3 quilograms (i que en alguns casos, pot no superar els 500 g), els chihuahues també són els gossos més lleugers; els mastins anglesos i els santbernats són els gossos més pesants, amb un pes que pot arribar a més de 75 o 80 kg.
La longevitat dels gossos varia d'una raça a l'altra, però en general les races més petites viuen més temps que les més grosses. Els gossos més petits sovint viuen fins a l'edat de quinze o setze anys, mentre que els gossos més grossos poden tenir una esperança de vida de només la meitat. Entremig s'hi troben totes les races intermèdies. El gos més vell del qual es té constància, un Bover australià anomenat Bluey, morí l'any 1939 a l'edat de vint-i-nou anys. L'esterilització de l'animal pot prolongar o escurçar-ne la vida, reduint el risc de contraure malalties com ara piomètria en les femelles o càncer testicular en els mascles. També redueix el risc d'accidents i ferides, car els gossos no esterilitzats es barallen i s'escapen més. D'altra banda, la castració dels mascles afavoreix l'aparició de càncer de pròstata, una malaltia que pot escurçar dràsticament la vida de l'animal.

### Diferències respecte a altres cànids
En comparació amb llops de mida equivalent, els gossos tendeixen a tenir el crani un 20% més petit i el cervell un 10% més petit, a més de tenir les dents relativament més petites que altres espècies de cànids. Els gossos requereixen menys calories per viure que els llops. La seva dieta de sobres dels humans feu que el seu cervell gros i els músculs mandibulars utilitzats en la caça deixessin de ser necessaris. Alguns experts pensen que les orelles flàccides dels gossos són el resultat de l'atròfia dels músculs mandibulars. La pell dels gossos domèstics tendeix a ser més gruixuda que la dels llops i algunes tribus esquimals prefereixen la seva pell per vestir-se, a causa de la seva resistència al desgast en un clima inhòspit. A diferència dels llops, però igual que els coiots, els gossos domèstics tenen glàndules sudorípares als coixinets de les potes. Les potes d'un gos són aproximadament la meitat de les d'un llop i la seva cua tendeix a corbar-se cap amunt, un altre tret que no s'observa en els llops.

### Aparell locomotor

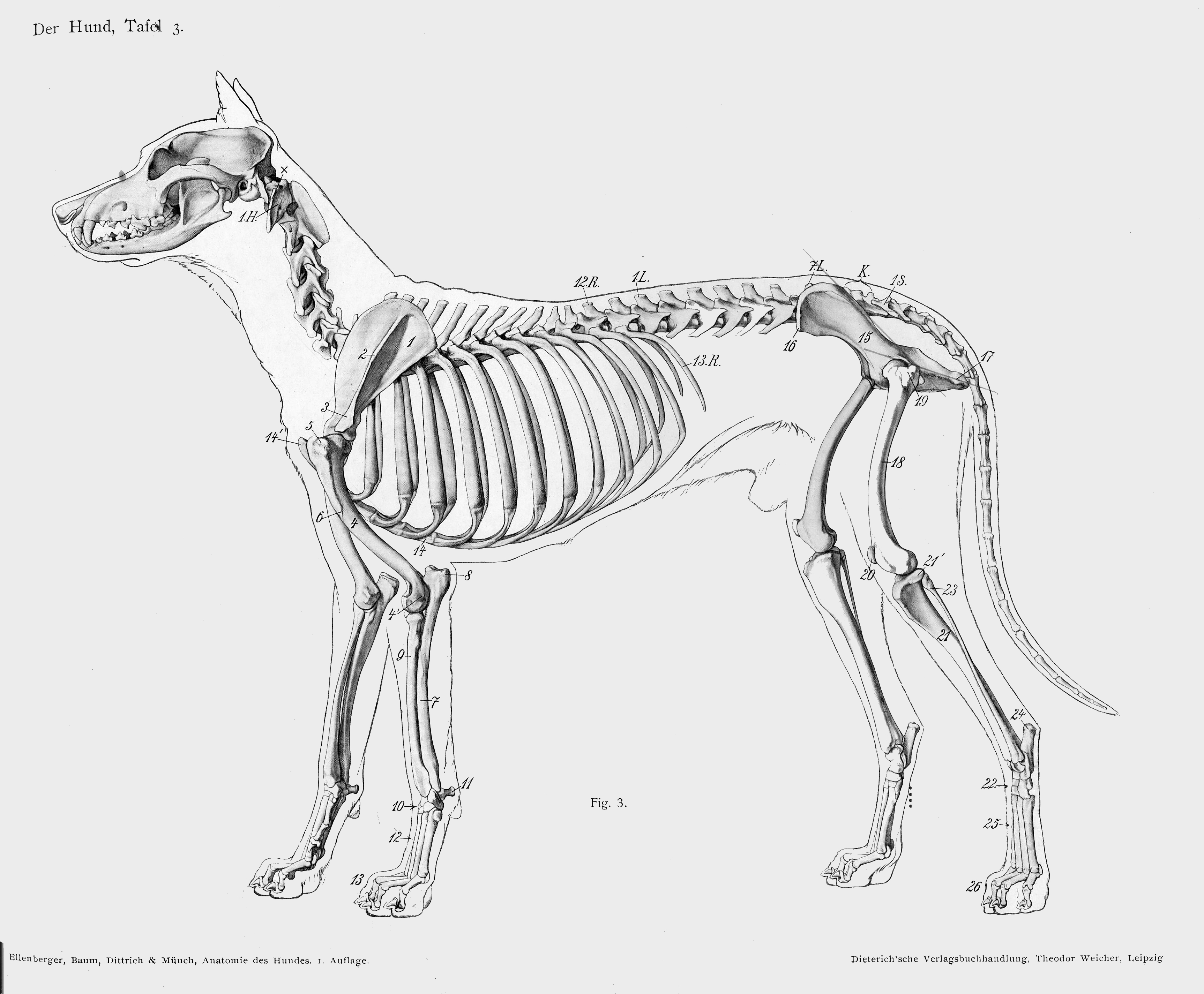
Esquelet d'un gos

Igual que la majoria de mamífers depredadors, el gos té músculs potents, un sistema cardiovascular que permet una alta velocitat i una gran resistència i dents per caçar, aguantar i estripar les preses.
L'esquelet ancestral dels gossos els permet córrer i saltar. Les seves potes s'han desenvolupat per impulsar-los ràpidament cap endavant, saltant quan cal, per a caçar i atrapar les preses. Per tant, tenen peus petits i estrets i caminen sobre els dits (digitígrads). Les seves potes posteriors són bastant rígides i sòlides, mentre que les anteriors són laxes i flexibles, estant unides al tronc únicament per músculs.
Tot i que la cria selectiva ha canviat l'aparença de moltes races, tots els gossos conserven els elements bàsics dels seus avantpassats. Els gossos tenen omòplats desconnectats (manquen de clavícula) que permeten fer gambades més llargues. La majoria de races conserven les urpes vestigials (esperons) a les potes anteriors i a vegades a les posteriors. Algunes d'aquestes races, com el gos d'atura català, poden presentar un esperó doble en una o més potes. En alguns casos, se'ls treuen aquestes urpes per tal d'evitar que el gos se les arranqui sense voler durant la persecució d'una presa, però aquesta pràctica és il·legal en alguns països.

### Pelatge
Igual que els llops, els gossos tenen un pelatge, una capa de pèls que els cobreix el cos. El pelatge d'un gos pot ser un «pelatge doble», compost d'una capa inferior suau i una capa superior basta. A diferència dels llops, els gossos poden tenir un «pelatge únic», mancat de capa inferior. Els gossos amb un pelatge doble, com els llops, estan adaptats per sobreviure en temperatures fredes i tendeixen a provenir de climes més freds.
Els gossos solen presentar vestigis de contraombreig, un patró de camuflatge natural comú. La base general del contraombreig és que un animal il·luminat des de dalt apareix més clar a la meitat superior i més fosc a la meitat inferior, on normalment té el seu propi color. Aquest és un patró que els depredadors poden aprendre a reconèixer. Un animal contraombrejat té una coloració fosca a la superfície superior i una coloració fosca a la inferior. Això redueix la visibilitat general de l'animal. Un vestigi d'aquest patró és que moltes races tenen una banda, una ratlla o una estrella de pelatge blanc al pit o a la part inferior.

### Cua
Hi ha moltes formes diferents de cua de gos: recta, recta cap amunt, forma de falç, rinxolada o en tirabuixó. En algunes races, la cua és tallada tradicionalment per evitar ferides, especialment en els gossos de caça. En algunes races, alguns cadells neixen amb una cua curta o sense. Això passa més sovint en certes races, especialment en aquelles a les quals sovint es talla la cua i que per tant no tenen estàndard de raça quant a la cua.

## Reproducció

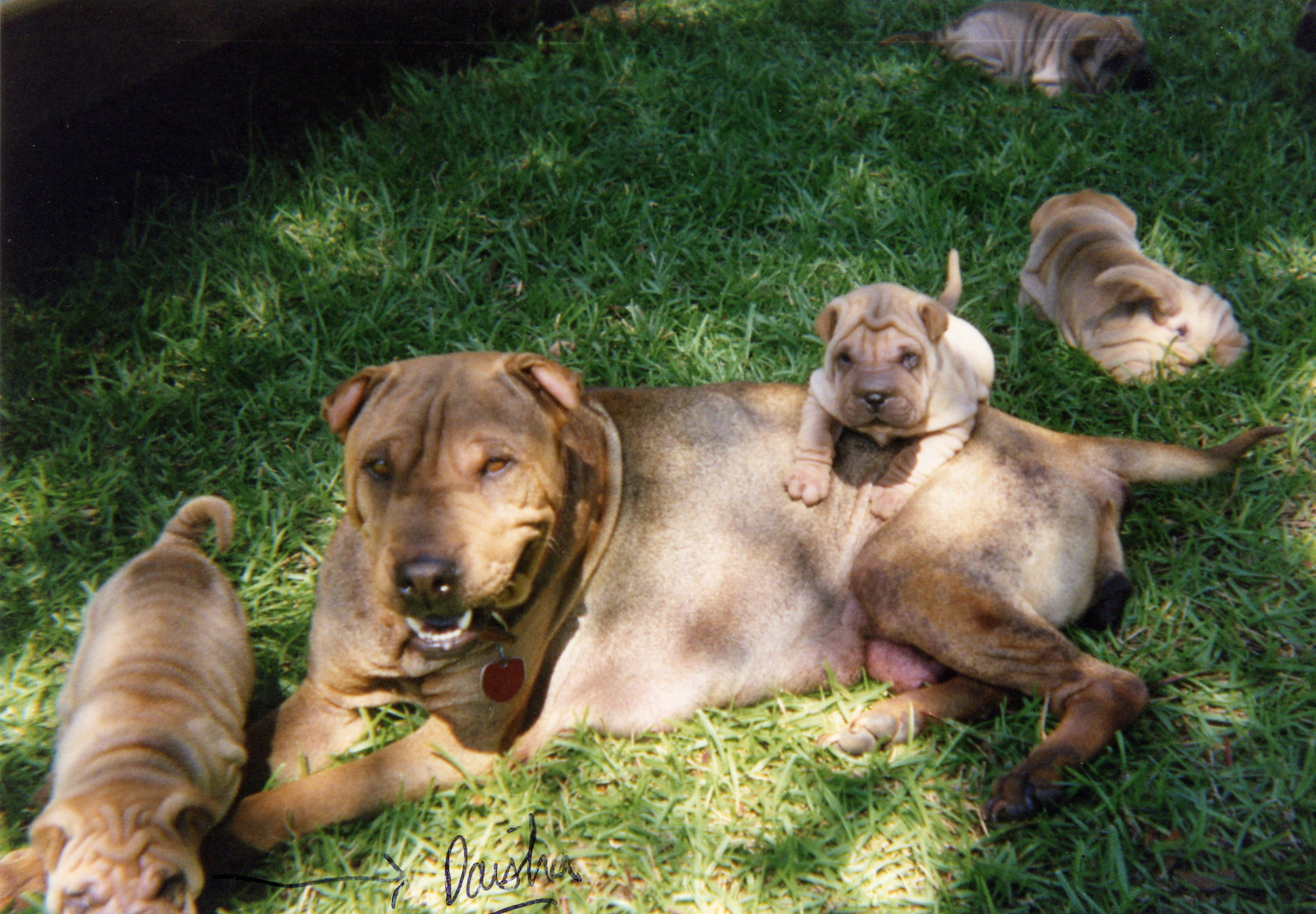
Una shar-pei xinesa amb els seus cadells

En els gossos domèstics, la maduresa sexual (pubertat) comença a produir-se a l'edat d'entre sis i dotze mesos tant en els mascles com en les femelles, tot i que en algunes races de gran mida pot retardar-se fins a l'edat de dos anys. L'adolescència de la majoria dels gossos dura entre els dotze i els quinze mesos d'edat, a partir dels quals ja són més adults que cadells. Com en el cas d'altres espècies domesticades, la domesticació ha afavorit una major libido i un cicle de reproducció més primerenc i freqüent en els gossos que en els seus avantpassats salvatges. Els gossos romanen reproductivament actius fins a edats avançades.
La majoria de gosses tenen el seu primer zel a l'edat d'entre sis i dotze mesos, tot i que algunes races grosses no el tenen fins a l'edat de dos anys. Les femelles entren en zel dos cops per any, durant el qual el seu cos es prepara per a la gestació i al pic del qual entren en estre, el període durant el qual estan mentalment i física receptives a la copulació. Com que els òvuls sobreviuen i poden ser fertilitzats durant una setmana després de l'ovulació, és possible que una femella s'aparelli amb més d'un mascle.
Les gosses donen a llum 56-72 dies després de ser fertilitzades, amb una mitjana de 63 dies, tot i que la durada de la gestació pot variar. Una ventrada mitjana consisteix en uns sis cadells, tot i que aquest nombre pot variar molt segons la raça de gos. Els gossos toy donen a llum entre un i quatre cadells per ventrada, mentre que les races més grosses poden donar una mitjana de dotze cadells per ventrada.
Algunes races han adquirit trets per la cria selectiva que interfereixen amb la reproducció. Els mascles de buldog francès, per exemple, són incapaços de muntar la femella. En la gran majoria de casos, les femelles d'aquesta raça han de ser inseminades artificialment per tal que es reprodueixin.

### Castració i esterilització

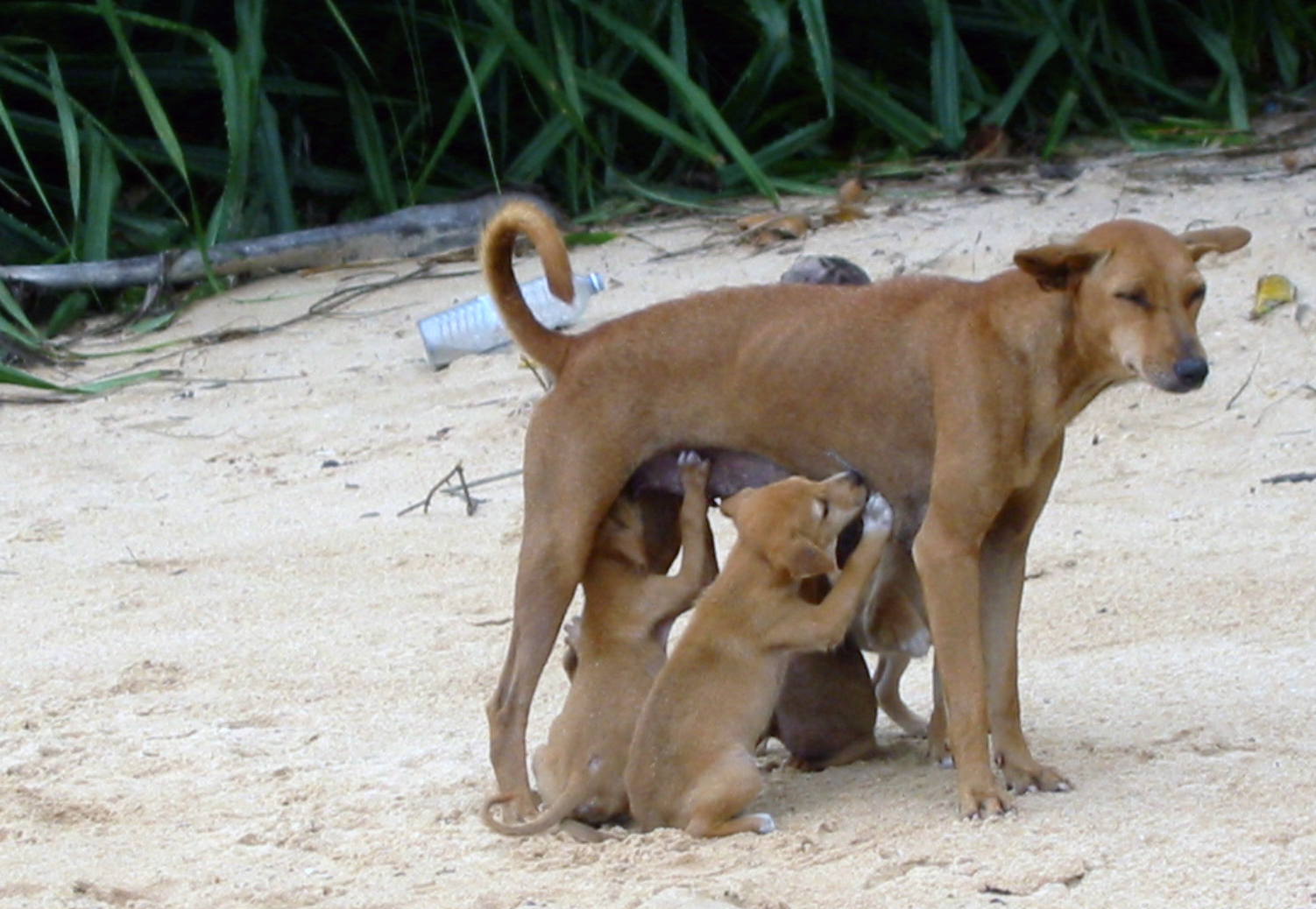
Una gossa salvatge de Sri Lanka cuida els seus quatre cadells.

L'esterilització és un procés quirúrgic, que consisteix normalment en l'extirpació dels testicles en els mascles i dels ovaris i úter en les femelles i que es fa per tal d'eliminar la capacitat de reproduir-se i reduir el desig sexual dels gossos. A causa de la sobrepoblació de gossos en alguns països, les associacions de control dels animals aconsellen esterilitzar els gossos que no es pensi fer servir per criar, de manera que no tinguin cadells no desitjats que s'hagin de matar.
L'esterilització té altres beneficis a part d'eliminar la capacitat de procrear. Redueix els problemes causats per la hipersexualitat, especialment en els mascles. Les femelles esterilitzades tenen menys probabilitats de desenvolupar certs tipus de càncer, que afecten les glàndules mamàries, els ovaris i altres òrgans reproductors.
També pot tenir efectes mèdics no desitjats. Augmenta el risc d'incontinència urinària en les femelles i de càncer de pròstata en els mascles, així com d'osteosarcoma, hemangiosarcoma, ruptura del lligament creuat, obesitat i diabetis mellitus en ambdós gèneres. Els canvis hormonals que implica l'esterilització tenen una alta probabilitat de canviar en certa manera la personalitat i el metabolisme de l'animal. Estudis recents demostren que els gossos esterilitzats en general són més agressius envers els humans i altres gossos i més porucs i sensibles al tacte que els gossos que no han estat esterilitzats, tot i que els efectes varien d'un gos a l'altre.
L'esterilització d'animals molt joves pot causar més problemes de salut més endavant en la vida per ambdós gèneres. Una esterilització massa primerenca empitjora la incontinència en les femelles. Tant en els mascles com en les femelles, l'esterilització causa canvis hormonals durant el desenvolupament. Això inhibeix els senyals naturals necessaris per un correcte desenvolupament dels ossos, fent que els animals siguin més grossos i presentin més risc de displàsia de maluc, osteoporosi i altres trastorns articulars. Tanmateix, altres estudis han demostrat que la castració a una edat primerenca no s'associa a cap gran risc en comparació amb la castració a l'edat més tradicional de sis mesos. Aquests descobriments suggereixen que, tot i que els mascles poden ser castrats fins i tot abans dels sis mesos, per les femelles s'hauria d'esperar fins a l'edat de sis mesos.

## Sentits
Els sentits de l'olfacte i l'oïda del gos són superiors als de l'ésser humà en molts aspectes. Algunes de les seves habilitats sensorials han estat utilitzades pels humans, com per exemple l'olfacte en els gossos de caça, gossos cercadors d'explosius o gossos cercadors de drogues.

### Vista

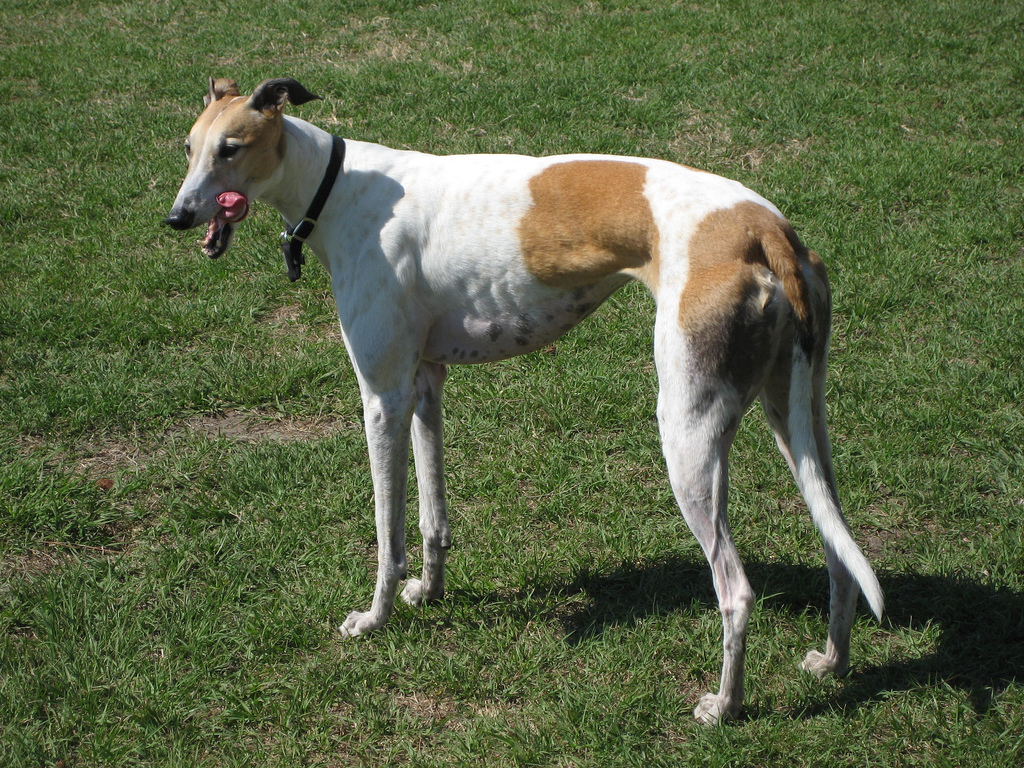
Un llebrer anglès, una de les moltes races de gos llebrer

El sistema visual dels gossos s'ha desenvolupat per ajudar-los en la caça. Malgrat que és difícil de mesurar, es calcula que l'agudesa visual dels caniches equival a una puntuació de 20/75 en la prova de Snellen. Tanmateix, la discriminació visual és molt superior quan es tracta d'objectes en moviment. S'ha demostrat que els gossos són capaços de distingir el seu amo d'altres persones a distàncies de més d'un quilòmetre i mig. Com a caçadors crepusculars, els gossos depenen de la seva visió en condicions de poca il·luminació. Per ajudar-los a veure-hi en l'obscuritat, els gossos tenen pupil·les molt grans, una major densitat de bastonets a la fòvea, una major velocitat de parpelleig i un tapetum lucidum refractiu. El tapetum és una superfície refractiva situada rere la retina que reflecteix la llum per a donar als fotoreceptors una segona oportunitat de captar els fotons. Tot i que aquestes adaptacions serveixen per millorar la visió en la foscor, també redueixen l'agudesa visual dels gossos.
Com la majoria de mamífers, els gossos són dicromats i tenen una visió en color equivalent al daltonisme vermell-verd en els humans. Les diferents races de gos tenen diferents formes i mides dels ulls i també tenen una configuració diferent de la retina. Els gossos amb el musell llarg tenen una «ratlla visual» que s'estén per l'ample de la retina i que els dona un camp molt ample de visió excel·lent, mentre que els gossos amb el musell curt tenen una area centralis (una regió central amb fins a tres vegades la densitat de terminacions nervioses de la «ratlla visual») que els proporciona una vista detallada, molt més similar a la dels humans.
Algunes races, particularment els llebrers, tenen un camp de visió de fins a 270°, tot i que les races de cap ample amb el musell curt tenen un camp de visió molt més estret, tan baix com 180°, similar al dels éssers humans. Algunes races també presenten una tendència genètica a la miopia. Tot i que la majoria de races són memmetròpiques, s'ha descobert que un de cada dos rottweilers són miops.

### Oïda
El camp d'audibilitat dels gossos és aproximadament de 40 Hz a 60,000 Hz. Els gossos detecten sons tan greus com 16-20 Hz (en comparació amb 20-70 Hz en els humans) i també per sobre de 45 kHz (en comparació amb 13-20 kHz en els humans), i a més tenen un grau de mobilitat de les orelles que els permet determinar ràpidament l'origen exacte d'un so. Divuit o més músculs poden inclinar, rotar, alçar o abaixar les orelles d'un gos. A més, un gos pot detectar l'origen d'un so molt més ràpidament que un humà i sentir sons a una distància fins a quatre vegades major que els humans. Els gossos amb una forma de l'orella més natural, com les orelles de cànids salvatges com la guineu, solen sentir-hi millor que els gossos amb les orelles més flexibles típiques de moltes races domèstiques.

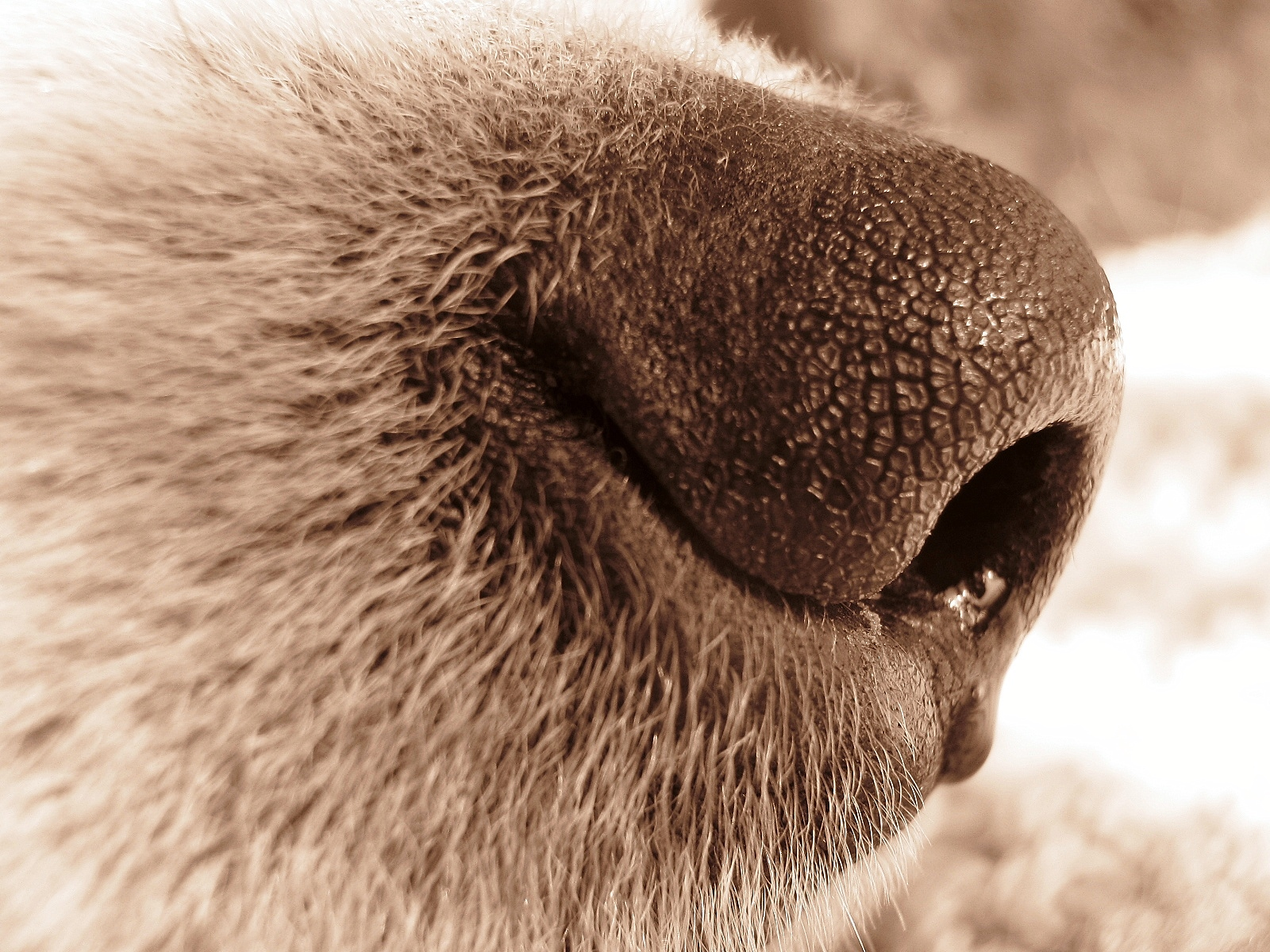
El nas altament sensible d'un gos.

### Olfacte
Mentre que el cervell humà és dominat per una gran escorça visual, el cervell caní és dominat principalment per una escorça olfactiva El bulb olfactiu dels gossos, en proporció a la mida total del cervell, és unes quaranta vegades més gran que el dels humans. Segons la raça, els gossos tenen entre 125 i 220 milions de cèl·lules olfactives esteses sobre una àrea de la mida d'un mocador de butxaca (en comparació amb 5 milions de cèl·lules esteses sobre l'àrea d'un segell en els humans). Els bloodhounds en són l'excepció, amb aproximadament 300 milions de receptors olfactius. Els gossos poden distingir olors a concentracions gairebé 100 milions de vegades inferiors a les que poden distingir els humans.

### Gust
Entre els sentits del gos, el del gust és el que menys s'ha investigat i sovint se l'ha relacionat amb l'olfacte. Els gossos poden distingir els sabors bàsics de manera semblant als humans, tot i que gairebé no distingeixen el salat. Tanmateix, els gustos preferits poden diferir molt d'un gos a l'altre, car sembla que els gossos no trien el menjar segons el tipus de gust, sinó segons la seva intensitat (gust fort/gust suau). Els primers mesos de la vida d'un gos són bastant importants en aquest sentit; els cadells que s'acostumen a tastar molts gustos diferents quan són joves també desenvoluparan un gust per la varietat quan seran adults. Igual que els humans i que molts altres animals, els gossos tenen la capacitat d'associar determinats gustos amb els problemes de salut. Si un aliment el fa emmalaltir o fa que es trobi malament, el gos tendirà a evitar el gust d'aquest aliment en el futur. Això forma part d'un mecanisme de defensa instintiu, que protegeix els animals d'enverinar-se per la ingestió freqüent de substàncies tòxiques.

### Tacte
Els gossos utilitzen el sentit del tacte per comunicar-se entre ells i amb altres espècies. Si es fa apropiadament, tocar un gos pot servir per a estimular-lo o relaxar-lo. Es tracta del primer sentit que es desenvolupa en els cadells nounats i les gosses comencen a llepar i acaronar les seves cries poc després del naixement. Alguns estudis han suggerit que els gossos poden detectar moviments en l'abdomen de la mare, àdhuc abans de néixer i que les gosses que són acaronades durant la gestació donen a llum cries més dòcils. Els gossos tenen sensors tàctils arreu del cos, però els coixinets, la columna vertebral i la regió de la cua són algunes de les zones més sensibles.
Les vibrisses dels gossos presenten mecanoreceptors que els serveixen per a adquirir informació tàctil del seu ambient, però aquesta funció no és tan important com ho és en els gats. Entre altres coses, serveixen per sentir el flux de l'aire. A més del musell, on reben el nom de «bigotis», els gossos tenen vibrisses a sobre dels ulls i a sota la mandíbula.

## Comportament i intel·ligència
Tot i que els gossos han estat l'objecte d'una gran quantitat de psicologia conductista, no neixen amb una tabula rasa psicològica, sinó que el seu comportament ve determinat per factors tant genètics com ambientals. Els gossos domèstics presenten una sèrie de comportaments i predisposicions heretats dels llops. El llop gris és un animal social que ha desenvolupat mitjans de comunicació i una estructura social sofisticats. El gos domèstic ha heretat algunes d'aquestes predisposicions, però moltes de les característiques més destacades del comportament caní han estat influïdes principalment per la cria selectiva pels humans. Així doncs, algunes d'aquestes característiques, com ara la cognició social altament desenvolupada dels gossos, sovint només existeixen en formes primitives en els llops grisos.

### Intel·ligència

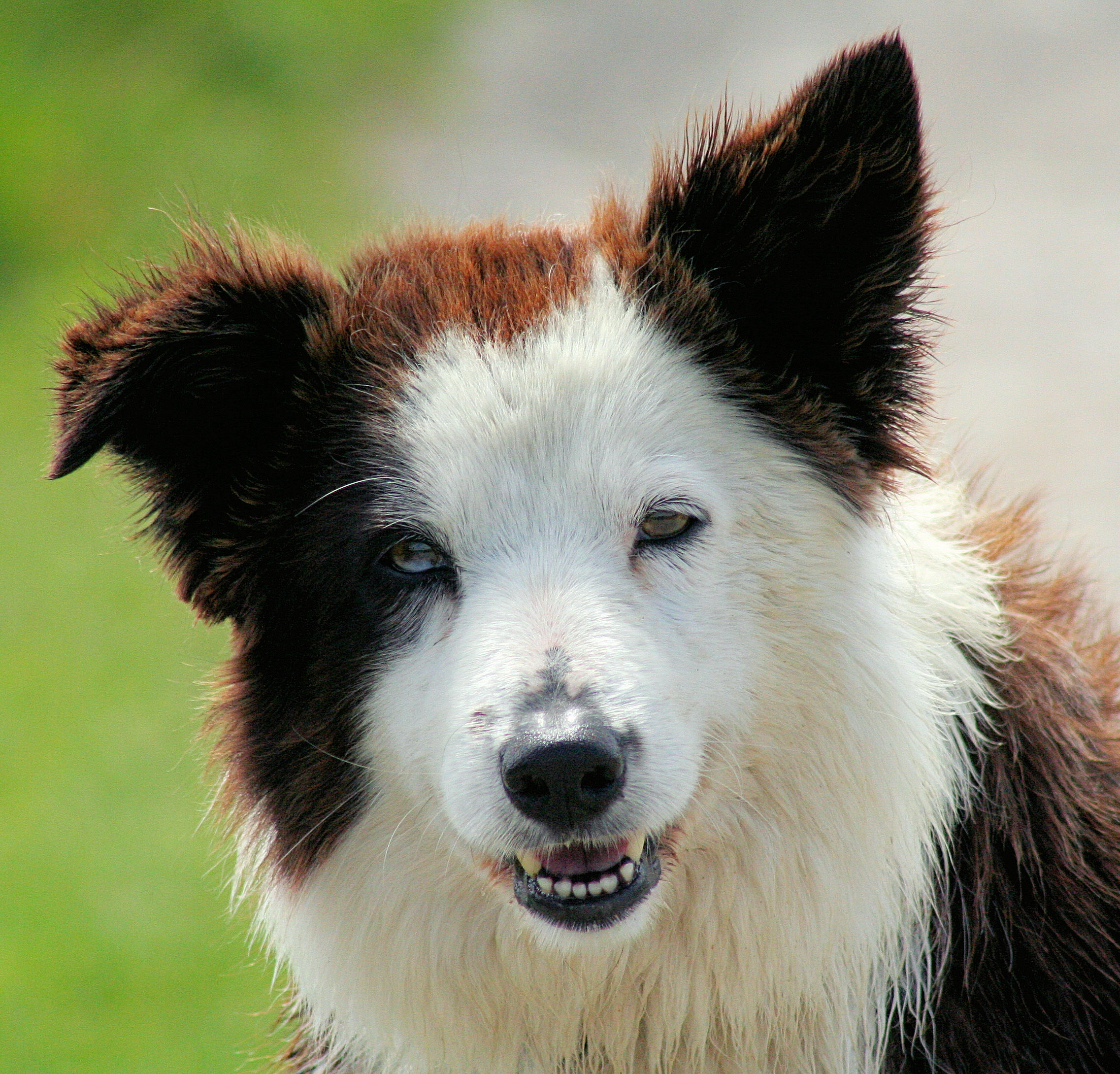
El border collie és considerat una de les races més intel·ligents, juntament amb els caniches, els golden retrievers, els pastors alemanys i els dobermans.

La intel·ligència és un terme ombrel·la que comprèn les facultats implicades en una gran varietat de tasques mentals, com ara l'aprenentatge, la resolució de problemes i la comunicació. El gos domèstic té una predisposició a exhibir una intel·ligència social inhabitual al món animal. Els gossos, com els humans, poden aprendre de diverses maneres diferents. A més del simple aprenentatge per reforç, els gossos també poden aprendre per observació.
Per exemple, els entrenadors de gossos de treball com ara gossos d'atura o de trineu han sabut des de fa molt de temps que els cadells aprenen comportaments ràpidament seguint l'exemple de gossos experimentats. Molts d'aquests comportaments són al·lelomimètics perquè depenen d'una predisposició genètica a aprendre i imitar els comportaments d'altres gossos. Aquesta forma d'intel·ligència no és específica de les tasques per les quals s'han criat els gossos, sinó que es poden generalitzar a molts problemes abstractes. Adler i Alder ho demostraren donant a cadells de dachshund la tasca d'aprendre a tibar un carro tibant d'un tros de llaç enganxat, per tal d'obtenir una recompensa situada dins del carro. Els cadells que observaven un gos experimentat a aconseguir la recompensa d'aquesta manera aprenien la tasca quinze vegades més ràpidament que els que havien de resoldre el problema per si sols. A més d'aprendre de l'exemple d'altres gossos, s'ha demostrat que els gossos també aprenen imitant comportaments humans. En un altre estudi, es mostrava una caixa a cadells i se'ls ensenyava que quan l'entrenador abaixava una palanca, una pilota sortia rodant de la caixa. Aleshores, l'entrenador permetia al cadell jugar amb la pilota, convertint-la en una recompensa intrínseca. Aleshores, es deixava que els cadells interaccionessin amb la caixa. Aproximadament un 75% dels cadells abaixaven la palanca i més de la meitat aconseguien alliberar la pilota. Això contrasta amb només un 6% d'èxit en un grup de control que no observà l'humà activar la palanca. A més, la capacitat dels gossos d'aprendre de l'exemple ha estat demostrada ser tan eficient com el condicionament operant. McKinley i Young han demostrat que els gossos presenten una precisió i un temps d'aprenentatge equivalent a l'hora d'aprendre a identificar un objecte per condicionament operant que quan se'ls ensenya per exemple humà. En aquest estudi, es descobrí que passar-se un objecte entre els experimentadors i després fer servir el seu nom en una frase, servia per ensenyar a un gos observador el nom de cada objecte, permetent-li recuperar l'article corresponent.

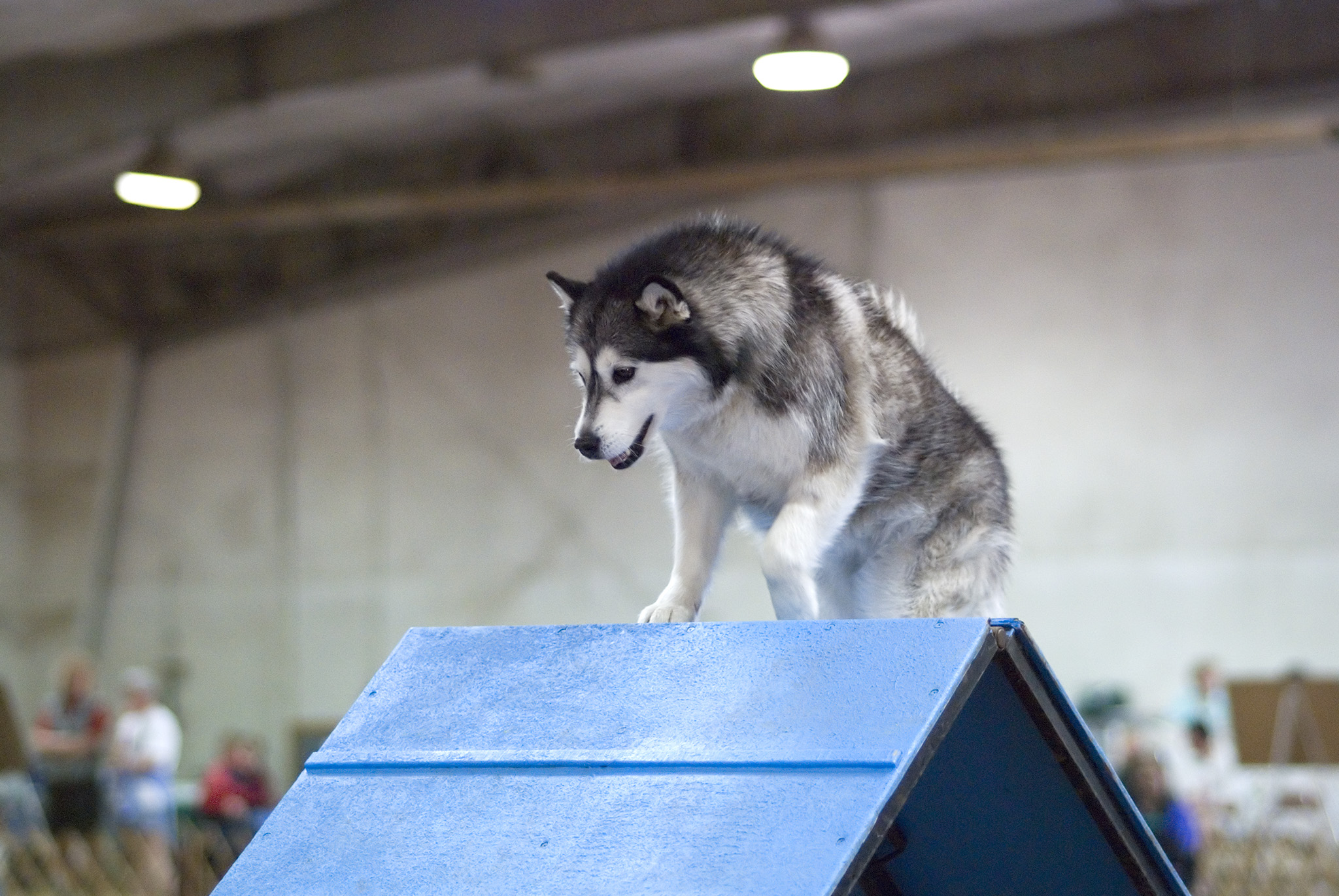
Un gos fent una prova d'agilitat canina

Estudis han demostrat que l'aprenentatge de la imitació d'altres gossos o humans no es limita al condicionament clàssic, sinó que els gossos demostren una cognició social sofisticada, associant pistes etològiques amb significats abstractes. Un d'aquests tipus de cognició que implica la comprensió que els altres també són entitats conscients, sovint denominat teoria de la ment, és un camp on destaquen els gossos. Investigacions han demostrat que els gossos són capaços d'interpretar indicadors socials subtils i semblen adonar-se'n quan l'atenció d'un humà o un gos es concentra en ells. Per exemple, els investigadors dissenyaren una tasca en què s'amagava una recompensa a sota una d'entre dues galledes. L'experimentador intentava comunicar-se amb el gos per indicar-li la situació de la recompensa per mitjà d'una gran varietat de senyals: picar la galleda, assenyalant-la amb el dit, fent un moviment de cap o simplement amb un moviment dels ulls. Els resultats demostraren que els gossos eren millors que els ximpanzés, els llops i fins i tot infants humans en aquesta tasca, fins i tot quan l'experimentador només indicava la situació de la recompensa amb els ulls. És més, fins i tot cadells joves amb poca exposició als humans se'n sortien prou bé. Aquests resultats demostren que la cognició social dels gossos pot sobrepassar fins i tot la dels homínids i que aquesta capacitat és una adquisició genètica recent que distingeix el gos del seu avantpassat, el llop. Estudis també han investigat si els gossos que juguen en parelles canvien el seu comportament segons l'estat d'atenció de la seva parella. Aquests estudis demostren que els gossos només envien senyals de joc quan la parella està atenta. Si la parella es distreu, els gossos adopten un comportament de captació d'atenció abans d'enviar un senyal de joc. Stanley Coren, un expert de la psicologia canina, ha postulat que els gossos demostren una teoria de la ment sofisticada quan recorren a l'engany. A causa de la dificultat per causar comportaments enganyosos al laboratori, Coren recolza aquesta posició amb una sèrie d'anècdotes, incloent-hi un exemple en què un gos amagà una recompensa robada seient-hi a sobre fins que el propietari legítim de la recompensa abandonà l'habitació. Tot i que això podria haver estat casualitat, Coren suggereix que el lladre entenia que el propietari de la recompensa seria incapaç de trobar-li si estava oculta. En conjunt, les dades empíriques i les proves anecdòtiques indiquen que els gossos tenen com a mínim una forma limitada de teoria de la ment.
Els gossos es comuniquen mitjançant una àmplia gamma de vocalitzacions (notablement els lladrucs), el llenguatge corporal i les feromones.

#### Desenvolupament
Com els infants humans, els gossos passen per diverses etapes de desenvolupament cognitiu. Per exemple, els gossos, com els humans, no neixen amb comprensió de la permanència dels objectes, la comprensió que els objectes que no estan sent percebuts activament continuen existint. En ambdues espècies, la comprensió de la permanència dels objectes es produeix quan l'infant aprèn la coordinació de reaccions circulars secundàries, com ho descriu Jean Piaget; és a dir, quan els infants aprenen a interaccionar intencionalment amb els objectes que l'envolten. En els gossos, això passa a l'edat de vuit setmanes (divuit mesos en els humans).

## Alimentació

### Nutrició

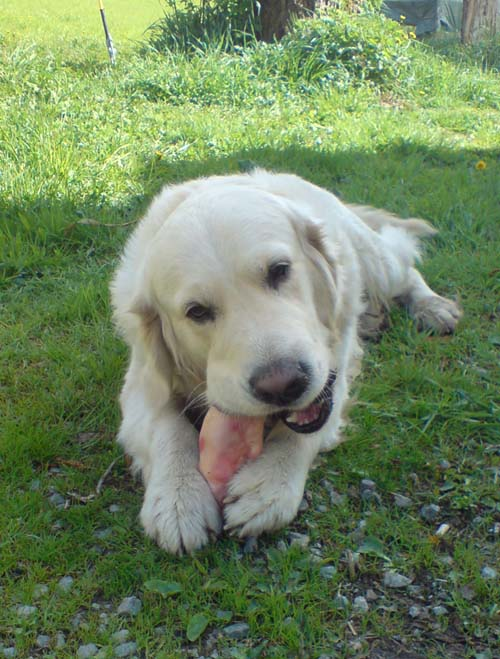
Un Golden retriever es menja un peu de porc.

Malgrat que descendeixen de llops, els gossos domèstics són classificats com a omnívors. Que pertanyi a l'ordre dels carnívors no vol dir necessàriament que la dieta d'un gos hagi d'estar limitada a carn; a diferència dels carnívors estrictes, com ara els fèlids (que tenen un intestí prim més curt), els gossos ni depenen de les proteïnes específiques de la carn ni necessiten un alt nivell de proteïna per satisfer les seves necessitats nutricionals. Els gossos poden digerir sense problemes una gran varietat d'aliments, incloent-hi verdures i cereals; de fet, aquests aliments formen una part significativa de la seva dieta. Els cànids salvatges sovint mengen plantes i fruits.
La dieta d'un gos hauria de consistir en una proporció equilibrada de proteïnes, carbohidrats, greixos i aigua. Un gos de mida mitjana necessita unes 65 calories per quilogram de pes al dia, mentre que les races més grosses poden necessitar-ne només 20 i les més petites 40. Els cadells tenen unes necessitats nutricionals més elevades que les dels adults; necessiten el doble de proteïnes i un 50% més de calories. Els gossos poden sobreviure molt de temps sense menjar i poden perdre fins a un 40% del seu pes corporal sense morir-se. En canvi, la pèrdua del 15% de l'aigua corporal podria resultar fatal. Una dieta únicament carnívora pot no ser adequada per als gossos, car manca de components vitals d'una dieta saludable.
Els gossos domèstics poden viure saludablement amb una dieta vegetariana raonable i dissenyada amb cura, especialment si inclou ous i productes lactis, tot i que algunes fonts suggereixen que un gos amb una dieta estrictament vegetariana sense L-carnitina pot desenvolupar miocardiopatia dilatada. Tanmateix, molts fruits secs, llavors, mongetes, verdures, fruites i cereals integrals també són una font de L-carnitina. En estat salvatge, els gossos poden sobreviure amb una dieta vegetariana quan no poden trobar preses animals. L'observació de condicions extremament dures com ara la Iditarod Trail Sled Dog Race, així com estudis científics de condicions similars, han demostrat que dietes carnívores amb un alt contingut proteic (aproximadament el 40%) ajuden a evitar danys als teixits musculars en els gossos i alguns altres mamífers. Aquesta proporció de proteïnes correspon al percentatge de proteïnes de la dieta dels gossos salvatges quan les preses són abundants; sembla que nivells encara més alts de proteïna no produeixen cap benefici.

### Enverinament i substàncies perilloses
Alguns aliments dels humans són perillosos per als gossos, incloent-hi la xocolata (enverinament amb teobromina), les cebes, el raïm i les panses, alguns tipus de xiclets, determinats edulcorants i les nous de macadàmia.
La xocolata pot contenir grans quantitats de greixos i estimulants semblants a la cafeïna, com ara metilxantines que, ingerides en quantitats importants, poden produir efectes nocius en gossos que van des de vòmits i diarrea fins a pantejos, una set i una micció excessives, hiperactivitat, un ritme cardíac anormal, tremolors, espasmes i fins i tot la mort en els casos més greus. Generalment, com més fosca és la xocolata, més gran és el potencial de problemes clínics per enverinament amb metilxantines. Només 570 grams de xocolata amb llet (o només 60 grams de xocolata amarga) poden causar problemes greus a un gos de 4,5 kg. La xocolata blanca pot no tenir el mateix potencial que la fosca de causar un enverinament amb metilxantina, però l'alt contingut en greixos de les xocolates més clares pot provocar vòmits i diarrea, així com el possible desenvolupament d'una pancreatitis, una inflamació del pàncrees que pot ser mortal.

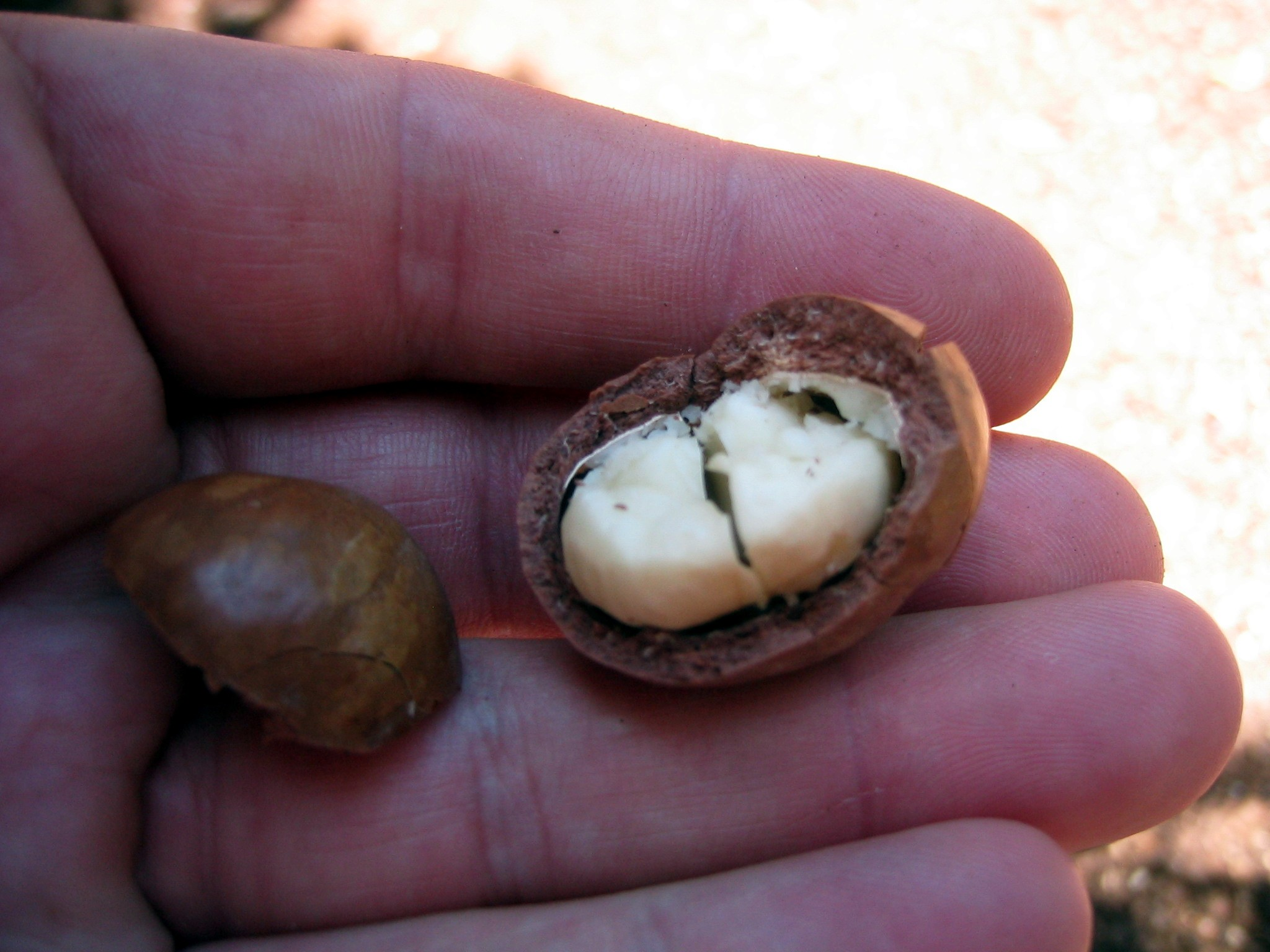
Les nous de macadàmia són nocives per als gossos.

El perill que representen el raïm i les panses fou descobert a voltants del 2000 i ha estat fet públic lentament des d'aleshores. No se'n coneix la causa i petites quantitats d'aquests fruits causen una insuficiència renal aguda. Les groselles també podrien ser perilloses. El xilitol, un substitut de sucre que es troba en gran varietat de galetes sense sucre o dietètiques, caramels i xiclets, s'ha revelat ser altament tòxic i fins i tot fatal, per als gossos. Les nous de macadàmia poden ser tòxiques per als gossos a una dosi tan baixa com una nou per quilogram de pes.
Les begudes alcohòliques representen un perill similar per als gossos que per als humans però, a causa del seu menor pes corporal i la manca de tolerància de l'alcohol, els gossos pateixen efectes tòxics amb dosis molt més baixes. Els senyals d'intoxicació amb alcohol en els animals de companyia inclouen vòmits, una marxa insegura, depressió, desorientació, i/o hipotèrmia. Les dosis altes poden causar arrítmies cardíaques, espasmes, tremolors o fins i tot la mort.
Plantes com ara Caladium, Philodendron o la dieffenbàquia causen irritacions de gola que cremen la gola quan baixen i quan pugen. El llúpol és especialment perillós i fins i tot en quantitats petites pot provocar hipertèrmia maligna. L'amaril·lis, el narcís, l'heura, l'iris i les tulipes (especialment els bulbs) causen irritació gàstrica i a vegades una excitació del sistema nerviós central seguida per un coma i, en els casos més greus, la mort. La ingestió de digitals, muguets, ranunculàcies i baladres pot posar la vida en perill perquè afecten el sistema cardiovascular. Els teixos són molt perillosos perquè afecten el sistema nerviós. Si un gos n'ingereix, cal buscar ajut veterinari immediatament.
Molts productes de neteja com ara l'amoníac, el lleixiu, els desinfectants, els desembussadors de tubs, els sabons, els detergents, les boles de naftalina i els llumins, són perillosos per als gossos, igual que productes cosmètics com els desodorants, els tints de cabell, l'esmalt i netejador d'ungles, la loció de permanent i la crema solar. Els gossos són atrets per alguns verins, com ara anticongelant, verí de cargols i llimacs, insecticides i rodenticides. L'anticongelant és perillós per als gossos, encara que només sigui un bassal o un residu a mig netejar, a causa del seu gust dolç. Si a un gos li cau anticongelant al pelatge, se'l traurà llepant-se'l.
Els medicaments pels humans poden resultar tòxics per als gossos, com ara el paracetamol. La intoxicació amb zinc, principalment deguda a la ingestió de monedes fetes amb aquest metall, és sovint fatal en els gossos, a qui causa anèmia hemolítica.
A vegades, els gossos es mengen els seus propis excrements, els d'altres gossos o fins i tot els d'altres espècies, com gats, cérvols, vaques o cavalls. Això rep el nom de coprofàgia. Alguns gossos en prefereixen un cert tipus. No se'n coneix la causa, tot i que s'ha suggerit l'avorriment, la gana i necessitats nutricionals. Sovint es mengen excrements de gat, possiblement a causa de l'alt contingut proteic del menjar per gats. Això els pot causar toxoplasmosi.

## Salut
Els gossos són susceptibles a diverses malalties, trastorns i verins, alguns dels quals afecten els humans de la mateixa manera i d'altres que són únics als gossos. Com tots els mamífers, els gossos són susceptibles a la hipertèrmia quan hi ha nivells elevats d'humiditat i/o de temperatura.

### Trastorns i malalties

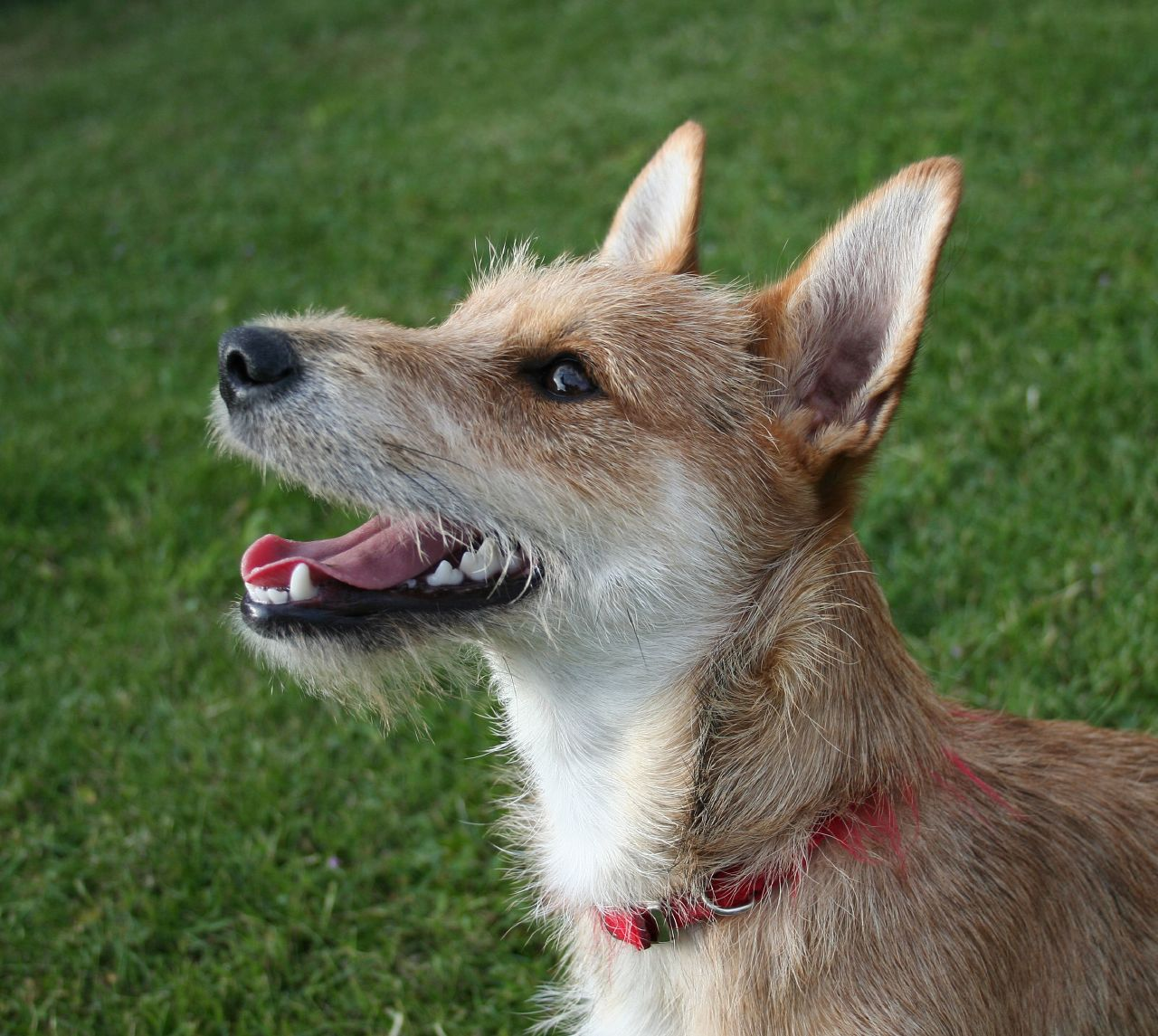
Els híbrids de primera generació (com aquesta mescla de terrier) sovint tenen una millor salut que qualsevol dels seus pares a causa del fenomen genètic de l'heterosi, o «vigor híbrid».

Algunes races de gos també són propenses a determinats trastorns genètics, com ara la displàsia de maluc, luxacions rotulars, paladar leporí, ceguesa o sordesa. Els gossos també són susceptibles als mateixos trastorns que els humans, incloent-hi la diabetis, l'epilèpsia, el càncer i l'artritis. La torsió gàstrica i la meteorització són un problema seriós en algunes races de pit ample.
Les malalties infeccioses habitualment associades amb els gossos inclouen la ràbia (hidrofòbia), el parvovirus caní i el brom. Les malalties heretables dels gossos poden incloure una gran varietat, des de la displàsia de maluc i les luxacions rotulars medials fins a l'epilèpsia i l'estenosi pulmonar. Els gossos poden contraure gairebé totes les malalties que afecten els humans (tret d'aquelles que són específiques a l'espècie), com l'hipotiroïdisme, el càncer, malalties dentals, malalties cardíaques, etc. Per protegir-los de moltes malalties comunes, sovint els gossos són vacunats.
Dos trastorns mèdics greus que afecten els gossos són la piomètria, que afecta femelles no esterilitzades de totes menes i edats, i la meteorització, que afecta les races més grosses i els gossos de pit ample. Ambdós són trastorns aguts que poden matar ràpidament. Els amos de gossos susceptibles haurien de conèixer aquests trastorns com a part de la seva cura dels animals.
Els paràsits externs més comuns dels gossos són les puces, paparres i àcars, mentre que els interns són els cucs ancilòstoms, cestodes, nematodes i dirofilaris.

### Depredadors
Tot i que els gossos salvatges, com els llops, són depredadors alfa, poden morir en combats territorials amb animals salvatges. A més a les zones en què els gossos són simpàtrics amb altres depredadors grans, els gossos poden ser una font d'aliment important per a cànids o fèlids grans. A Croàcia són morts més gossos que ovelles, mentre que sembla que a Rússia els llops limiten les poblacions de gossos ferals. A Wisconsin es paga una major compensació per la pèrdua de gossos que de bestiar. Hi ha hagut casos en què un parell de llops maten gossos, seguint un mètode en què un d'ells atrau el gos cap a vegetació densa, on l'altre llop prepara una emboscada. En alguns casos, els llops han mostrat una manca anormal de por dels humans i els edificis a l'hora d'atacar gossos, fins al punt que se'ls ha de foragitar o matar. Els coiots també ataquen gossos. Es coneixen casos de feres que maten gossos. Se sap que els lleopards tenen una predilecció pels gossos i han matat i s'han menjat fins i tot gossos grans i ferotges. A diferència dels lleopards que viuen a la mateixa regió, els tigres de l'Índia rarament ataquen gossos, tot i que a Manxúria, Indoxina, Indonèsia i Malàisia, es diu que els tigres maten gossos amb el mateix vigor que els lleopards. Finalment, les hienes ratllades són grans depredadors de gossos als pobles del Turkmenistan, l'Índia i el Caucas.

## Races

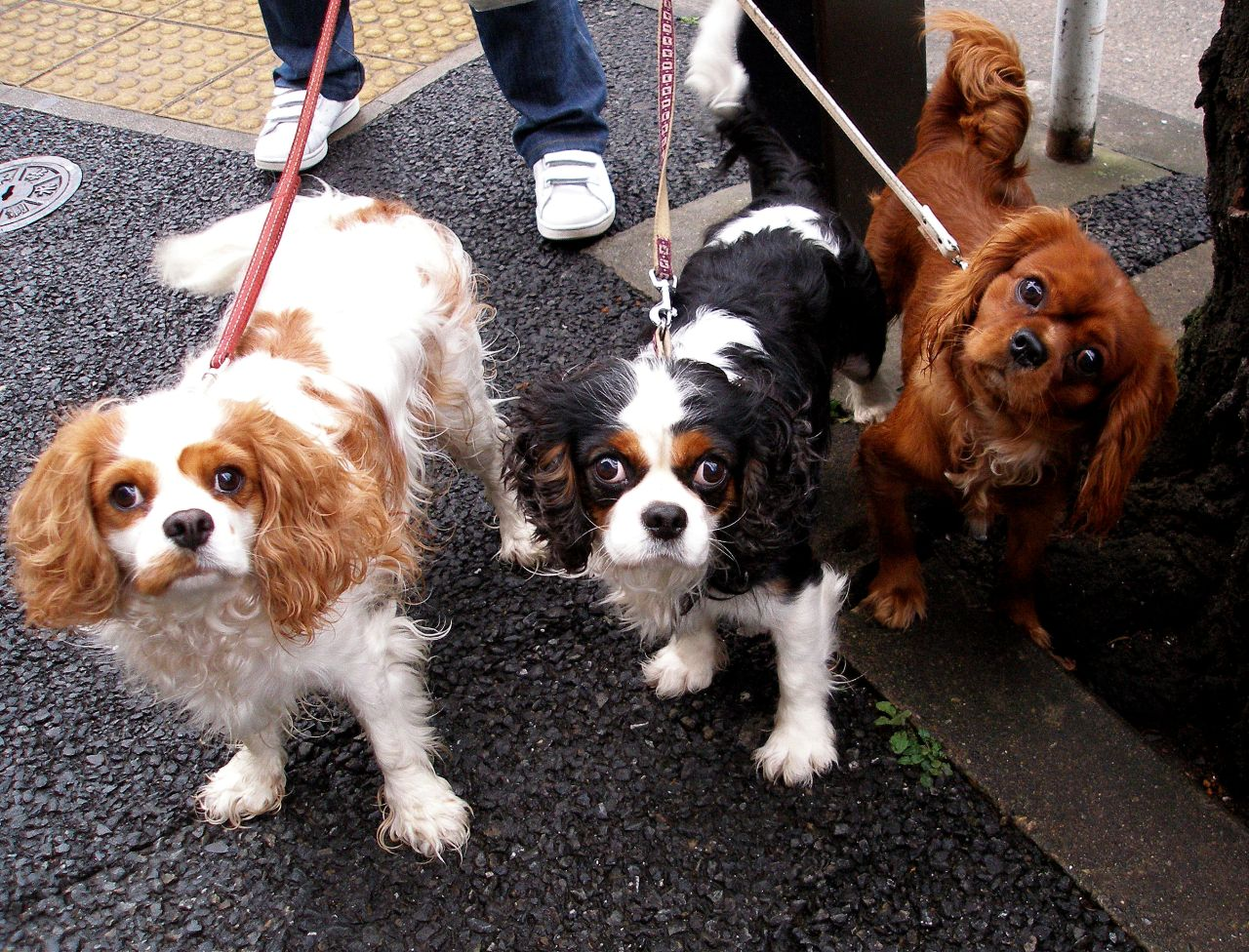
S'ha criat una gran varietat de races de diferents formes, colors i mides. La variació pot ser gran fins i tot dins d'una mateixa raça, com en aquests Cavalier King Charles spaniels.

A data de 2014 es reconeixien 365 races de gos. Molts gossos, especialment fora dels Estats Units i d'Europa occidental, no pertanyen a cap raça reconeguda. Uns quants tipus de gos bàsics han evolucionat gradualment durant la relació del gos domèstic amb els humans al llarg dels últims 10.000 anys o més però totes les races modernes tenen un origen relativament modern. Moltes d'elles són el resultat d'un procés deliberat de selecció artificial com en el cas dels terriers o dels schnauzers. A causa d'això, algunes races estan altament especialitzades i hi ha una diversitat morfològica extraordinària entre races diferents. Malgrat aquestes diferències, els gossos són capaços de distingir els altres gossos d'altres tipus d'animal.
La definició del que és una raça de gos és tema d'una certa polèmica. Depenent de la mida de la població fundadora original, les races amb un patrimoni gènic reduït poden tenir problemes de consanguinitat, concretament a causa de l'efecte fundador. Els criadors de gossos prenen cada cop més consciència de la importància de la genètica de poblacions i de mantenir patrimonis gènics diversos. Les proves de salut i noves proves d'ADN poden contribuir a evitar problemes, oferint un substitut de la selecció natural. Sense selecció, els patrimonis gènics consanguinis o tancats poden augmentar el risc de greus problemes de salut o de comportament. Algunes organitzacions defineixen una raça menys estrictament, de manera que un exemplar pot ser considerat d'una raça sempre que el 75% de la seva ascendència sigui d'aquesta raça. Aquestes consideracions afecten tant els animals de companyia com els gossos que participen en exposicions canines. Fins i tot gossos amb pedigrí que han estat premiats pateixen de defectes genètics esguerradores a causa de l'efecte fundador o la consanguinitat. Aquests problemes no es limiten als gossos de pedigrí i poden afectar exemplars creuats. Es pot predir en certa manera el comportament i l'aparença d'un gos d'una raça determinada, mentre que els encreuaments presenten una aparença i un comportament més innovadors.

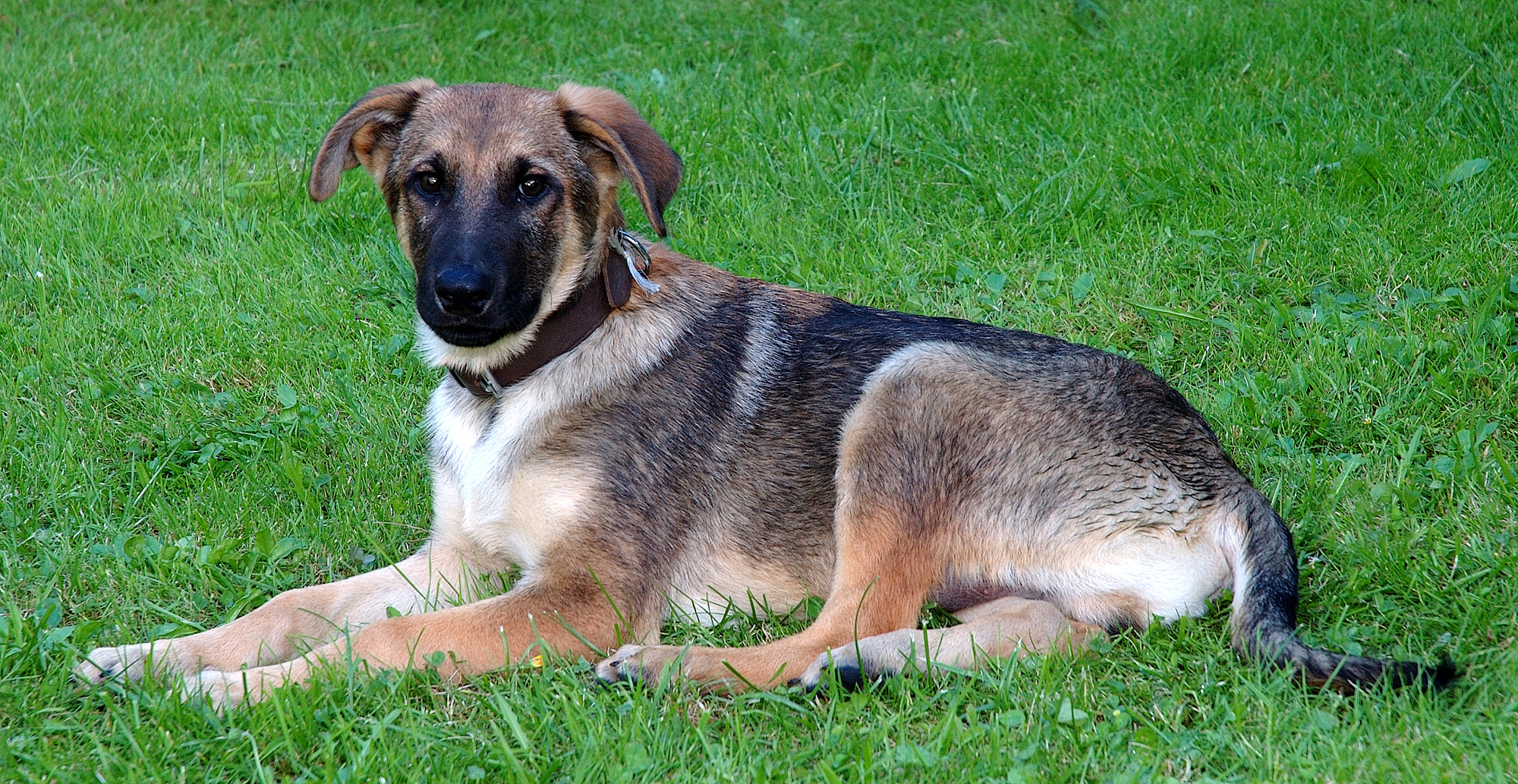
Aquest cadell és una barreja de moltes races

Els gossos mesclats són aquells que no pertanyen a cap raça determinada, sinó que tenen ascendència de diferents races. Tant els gossos de pedigrí com els mesclats són aptes com a companys, animals de companyia, gossos de càrrega o competidors en esports cinòfils. A vegades es creuen gossos de diferents races deliberadament, per crear races mesclades com ara el Cockapoo, una mescla de cocker spaniel i caniches en miniatura. Aquests encreuaments deliberats poden presentar un cert grau de vigor híbrid i altres característiques desitjables, però poden o no poden heretar característiques desitjables dels seus pares, com ara el temperament o un determinat color o pelatge. Si no es fan proves genètiques als pares, els encreuaments poden acabar heretant defectes genètics presents en les dues races progenitores.
Una raça és un grup d'animals que té un conjunt de característiques heretades que els distingeixen d'altres animals de la mateixa espècie. L'encreuament deliberat de dues o més races és una altra manera de crear-ne de noves, però només és una raça quan els descendents presenten de manera fiable aquest conjunt de característiques i qualitats.
A Catalunya, les races més comunes des del 1997 són, en aquest ordre:
- Mestís: 364.049
- Yorkshire terrier: 73.669
- Pastor alemany: 61.957
- Bòxer: 33.141
- Labrador retriever: 26.640
- Golden retriever: 24.689
- Buldog francès: 24.634
- Canicje: 22.266
- Podenc: 20.005
- Rottweiler: 19.285.

## Interacció amb els humans

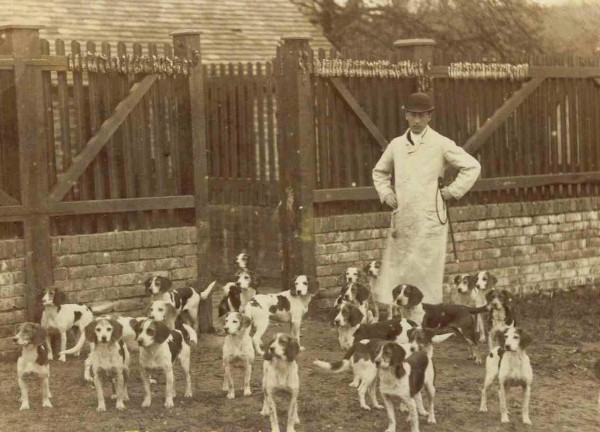
Un caçador amb un gran grup de beagles, una raça de gossos de caça.

Els gossos domèstics han heretat una jerarquia social i uns comportaments socials complexos del seu avantpassat, el llop. Són animals que viuen en grup, amb un conjunt complex de comportaments que determinen la posició de cada gos a la jerarquia social. Els gossos presenten diverses postures i altres mitjans de comunicació no verbal que revelen el seu estat mental. Aquestes formes sofisticades de cognició social i comunicació poden explicar la seva ensinistrabilitat, el seu gust pel joc i la seva capacitat d'integrar-se en llars i situacions socials humanes. Aquests atributs han contribuït a fer que els gossos creïn una relació única amb els humans tot i ser depredadors alfa potencialment perillosos.
Tot i que els experts no estan gaire d'acord sobre els detalls de la domesticació del gos, hi ha consens que la interacció amb els humans jugà un rol significatiu en la formació de la subespècie. Poc després de la domesticació, els gossos esdevingueren omnipresents a les poblacions humanes i s'estengueren pel món. Els emigrants de Sibèria probablement travessaren l'estret de Bering en companyia de gossos i alguns experts suggereixen que l'ús de gossos de trineu podria haver estat vital per l'èxit de les onades migratòries que arribaren a Nord-amèrica fa uns 12.000 anys. Els gossos foren una part essencial de la vida de la població atabascana de Nord-amèrica. En molts grups, el gos era l'únic animal domesticat. Els gossos foren utilitzats de nou pels emigrants atabascans fa 1.400 anys, quan els cans carregaren gran part de les provisions en les migracions de les tribus apatxes i navahos. L'ús dels gossos com a animals de càrrega en aquestes cultures sovint continuà després de la introducció del cavall a Nord-amèrica.

## Gossos de treball
Tot i que la majoria de gossos són mantinguts com a animals de companyia, existeix un gran nombre de maneres en què els gossos poden ajudar els humans. En alguns casos es poden aprofitar les seves habilitats innates, mentre que en altres cal ensinistrar-los.
Els gossos d'assistència ajuden les persones amb discapacitats en tasques del dia a dia. En són exemples els gossos de mobilitat pels minusvàlids, els gossos pigall pels deficients visuals i els gossos d'escolta pels deficients auditius. Els gossos de teràpia representen una altra manera d'ajudar els malalts; visiten persones que no es poden moure amb llibertat, com per exemple la gent gran que viu en residències geriàtriques o els malalts ingressats en hospitals i els ofereixen diversió i entreteniment. També es fan cursos d'ensinistrament de gossos per presoners, com a teràpia de rehabilitació.

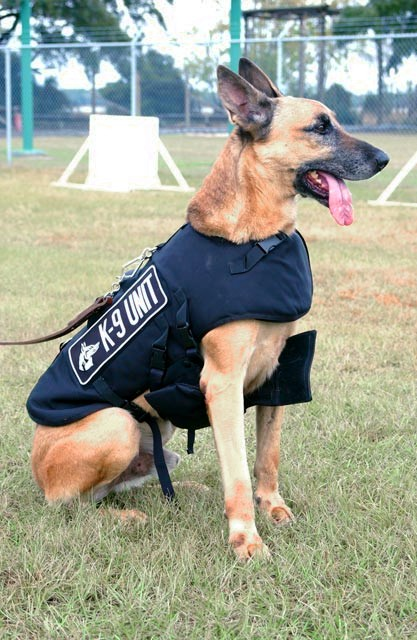
Un pastor belga que treballa de gos policia en una unitat canina.

Els gossos de rescat ajuden gent que es troba en situacions difícils, com ara les persones que estan a l'aigua després d'un naufragi. Els gossos de cerca, en canvi, busquen persones desaparegudes, perdudes a terres salvatges, escapades de centres geriàtics, cobertes per allaus de neu, enterrades a sota d'edificis que s'han ensorrat, etc.
Els gossos d'atura encara són molt útils pels pastors i ramaders d'arreu del món per dirigir els ramats; es fan servir diferents races per cada tasca i per vigilar els ramats. Alguns gossos d'atura també protegeixen oques salvatges en parcs o cabres utilitzades pel control de males herbes. Els gossos d'atura bons es poden adaptar per controlar qualsevol tipus d'animal domèstic, o molts tipus d'animals salvatges. En canvi, els gossos de caça ajuden els caçadors a trobar, rastrejar i recuperar la caça, o a eliminar feristeles. És menys freqüent que un gos, o un grup de gossos, lluitin contra una presa, com ara un os o un porc senglar.
Els gossos de trineu, que avui en dia es fan servir principalment en esdeveniments esportius, encara poden ajudar a transportar persones i queviures per terreny nevat i difícil.
Els gossos artístics, com ara els gossos de circ o els actors canins, estan ensinistrats per fer actes que no són útils intrínsecament, però que entretenen el públic o contribueixen a les actuacions artístiques dels humans.
Els gossos de guàrdia ajuden a protegir la propietat pública o privada, o bé residint-hi o bé durant patrulles, amb cossos militars o amb empreses de seguretat. Els gossos policia són habitualment ensinistrats per rastrejar o immobilitzar possibles criminals quan ajuden els policies a fer detencions o a investigar l'escena d'un crim. Alguns fins i tot estan entrenats per cossos antiterroristes. Els gossos de detecció, en canvi, poden ajudar a detectar substàncies il·legals, bombes, productes químics i moltes altres substàncies. Finalment, els gossos de guerra són utilitzats per les forces armades en moltes de les situacions en què es fan servir gossos civils, però en un context militar. A més, tasques militars especialitzades com ara la detecció de mines o l'estesa de cables han estat assignades a gossos.

## Aspectes culturals

### Cultura tradicional
Els gossos són percebuts de manera molt diferent segons l'àmbit cultural del qual es tracti.
A Europa, els gossos han estat considerat tradicionalment com a companys lleials dels humans i molt preuats com a gossos de guàrdia, d'atura o de caça. És un dels motius pels quals els gossos s'han establert com uns dels animals de companyia més populars. En el judaisme i el cristianisme (construït sobre el judaisme), el gos no és especialment considerat. Sovint se'n parla amb menyspreu o com a exemple de criatura inferior i menyspreable, o com a símbol de pecat (per exemple, Proverbis 26:11: «Com gos que retorna al seu vòmit…»; 2n Samuel 3:8: «Que potser sóc un home de Judà, un cap de gos?»; i Mateu 7:6: «No doneu als gossos les coses santes»).
En l'islam, les opinions estan molt més diferenciades. Hi ha tres postures doctrinals sobre la puresa del gos:
1. El gos és pur
2. El gos és impur
3. Només la saliva del gos és impura

L'última opció és la que és representada més sovint. Tanmateix, tota regla té una excepció: les preses aportades pels gossos de caça i els llebrers són considerades pures, encara que els gossos les hagin dut amb la boca.
El gos és mencionat en tres ocasions a l'Alcorà:
- Sura 5, Vers 4 - El gos com a exemple d'animal de caça
- Sura 7, Vers 176 - Comparació d'un no creient amb un gos
- Sura 18, Versos 18-22 - Llegenda dels Set Dorments (رقيم = Raqīm, Vers 9, és considerat com a nom del gos per molts comentaristes).

A la Xina, el gos és vist d'una manera bastant pragmàtica. No és ni honrat ni menyspreat i en algunes províncies del sud del país serveix d'aliment. En la simbologia, representa l'oest, la tardor i a vegades la riquesa. També juga un cert paper en els exorcismes; segons la creença popular, els dimonis mullats amb sang de gos es veuen obligats a revelar la seva forma vertadera.

### Cultura contemporània

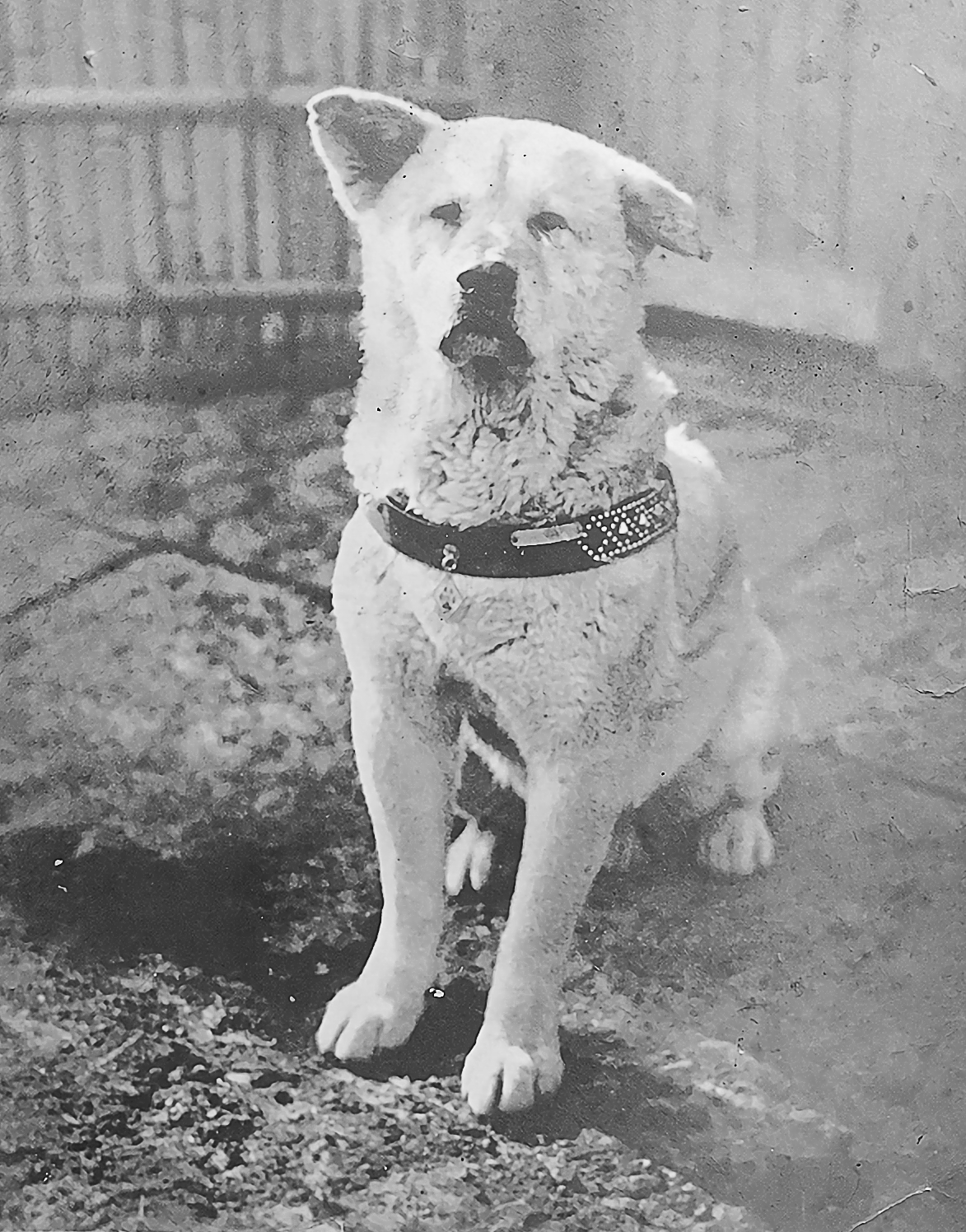
Hachikō de gran

Més recentment, alguns gossos s'han guanyat un lloc a la mentalitat popular per causes diferents, esdevenint cèlebres. Per exemple, la cursa del sèrum cap a Nome del 1925, en què un equip de vint persones i uns 150 múixers transportaren un carregament d'antitoxina de la diftèria 1.085 quilòmetres a través d'Alaska en ple hivern. El gos Balto, líder del grup que feu l'últim relleu fins a Nome, no era considerat un gos de trineu especialment valuós, però fou capaç de salvar el seu equip d'una mort segura al riu Topkok. També fou capaç de seguir el camí fins i tot en condicions de visibilitat gairebé nul·la en què el seu múixer Gunnar Kaasen reconegué que a penes podia veure la seva mà davant dels seus ulls. Durant una tempesta de neu, Kaasen i el seu equip no aconseguiren trobar-se amb l'últim relleu i hagueren de transportar la medicina el doble de distància, una fita que finalment els duria a la fama.
Un altre cas és el d'Hachikō, un gos de raça Akita. El 1924 fou traslladat a Tòquio pel seu amo, Eisaburō Ueno, un professor del departament d'agricultura de la Universitat de Tòquio. El gos el saludava cada dia des de la porta principal i l'acomiadava al final del dia a la propera estació de Shibuya. Fins i tot després de la mort de Ueno al maig del 1925, Hachikō tornava cada dia a l'estació a esperar-lo i ho feu durant els deu anys fins a la seva pròpia mort. La devoció que Hachikō sentia cap al seu amo mort va commoure els que l'envoltaven, que l'anomenaren «el gos fidel». A l'abril del 1934, una estàtua de bronze fou erigida en honor seu a l'estació de Shibuya.
La gossa més cèlebre de totes és probablement Laika, una gossa petanera que el 3 de novembre del 1957 es convertí en el primer animal a ser llançat a l'espai, a bord de la nau Spútnik II. Tant els EUA (que utilitzaren ximpanzés) com l'URSS volien estudiar els efectes de l'espai sobre els éssers vius i després de diversos mesos d'entrenaments, Laika fou enviada a l'espai. La nau no estava preparada per tornar Laika a la Terra sana i estàlvia, de manera que la seva mort estava prevista des del principi. Morí poques hores després de l'enlairament a causa d'hipertèrmia, causada per un malfuncionament del sistema de refrigeració de la nau. El viatge de Laika la convertí en un dels gossos més cèlebres del món.

### Història i mitologia

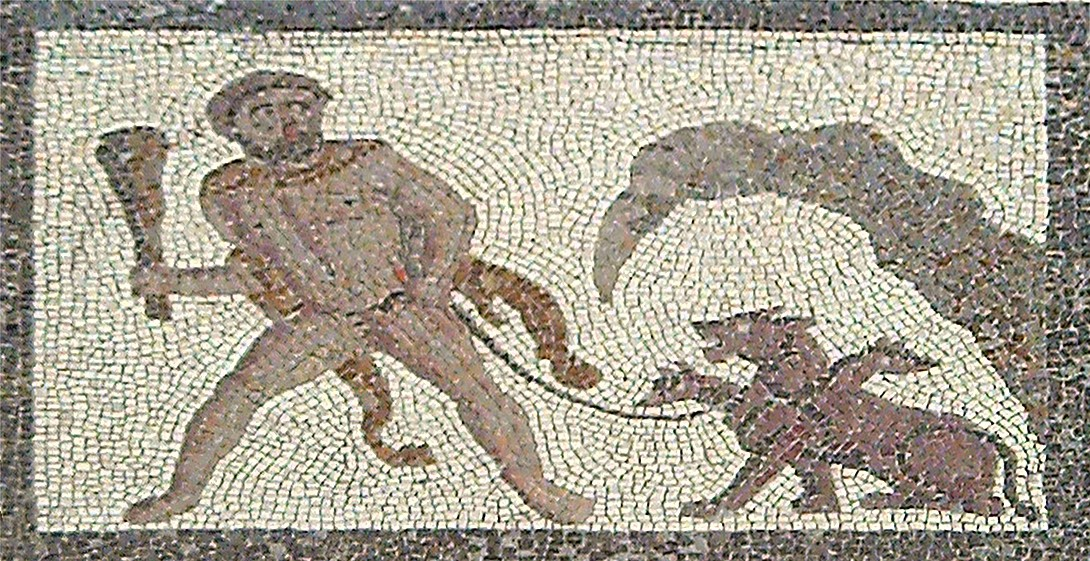
Mosaic romà d'Hèracles i Cèrber a Llíria

No se sap amb certesa quina fou la primera cultura a domesticar els gossos. Les proves arqueològiques situen la primera domesticació coneguda potencialment l'any 30000 aC a Bèlgica, La data de domesticació del gos que donen les fonts arqueològiques correspondria doncs a un moment en què la relació havia esdevingut més estreta i existia un control més gran de l'home sobre l'animal, ara fa uns 17.000 anys, i els enterraments d'éssers humans amb gossos de 13.000 anys d'antiguitat trobats a Israel poden ser prova de la relació propera que es va desenvolupar entre llops i persones.
La deessa Bau, deïtat de la curació, era venerada a la mitologia sumèria, on se la representava amb un cap de gos. El seu nom és onomatopeic i significa «lladruc». Tot i que la representació més habitual del déu egipci Anubis era amb el cap d'un xacal, a vegades se'l representava amb el cap d'un gos i la ciutat que era el centre del seu culte s'anomenava Cinòpolis, o «ciutat dels gossos».
A la mitologia grega hi apareixen diversos gossos llegendaris. Un d'ells és Laelaps, un gos que de caça que mai no fallava a l'hora d'atrapar la seva presa. Després de passar per mans d'Europa i Minos, el gos arribà a Procris. El marit de Procris decidí utilitzar Laelaps per caçar la guineu teumèsia, una guineu que mai no podia ser atrapada. Perplex davant aquesta paradoxa, Zeus convertí el parell d'animals en pedra.Un altre ca cèlebre de la mitologia grega era Cèrber, un gos de tres caps que custodiava les portes de l'Hades. Aquest ferotge gos només fou vençut dues vegades, una vegada gràcies a la música d'Orfeu (que baixà a l'infern a buscar Eurídice) i l'altra quan l'heroi Hèracles el derrotà sense ajut de cap arma (com a part dels seus dotze treballs). Finalment, a l'Odissea Homer relata l'arribada d'Odisseu a Ítaca, on la deessa Atena li canvia màgicament l'aspecte per tal que no sigui reconegut. Malgrat les arts d'Atena, el gos d'Ulisses, Argos és capaç de reconèixer-lo després de vint anys, però mor de l'emoció.
És un dels dotze animals del cicle de dotze anys del zodíac xinès. Segons el zodíac, les persones nascudes l'any del gos tenen una especial aversió per la feblesa. S'esforcen per expulsar la feblesa o les persones febles de la seva vida. Les persones de l'any del gos també solen tenir les qualitats associades amb aquest animal, com la lleialtat o la intel·ligència.
En el folklore de les illes Britàniques hi ha gossos negres, espectres canins sovint associats amb el Diable i que són considerats un presagi de mort. Són més grossos que els gossos normals i sovint tenen uns grans ulls lluents. Solen aparèixer durant tempestes elèctriques i tendeixen a encantar carreteres antigues, cruïlles o llocs on s'han executat persones. Tot i que la majoria d'ells són malèvols (i alguns fins i tot ataquen les persones), alguns pocs són benèvols.

### Gossos cèlebres de ficció

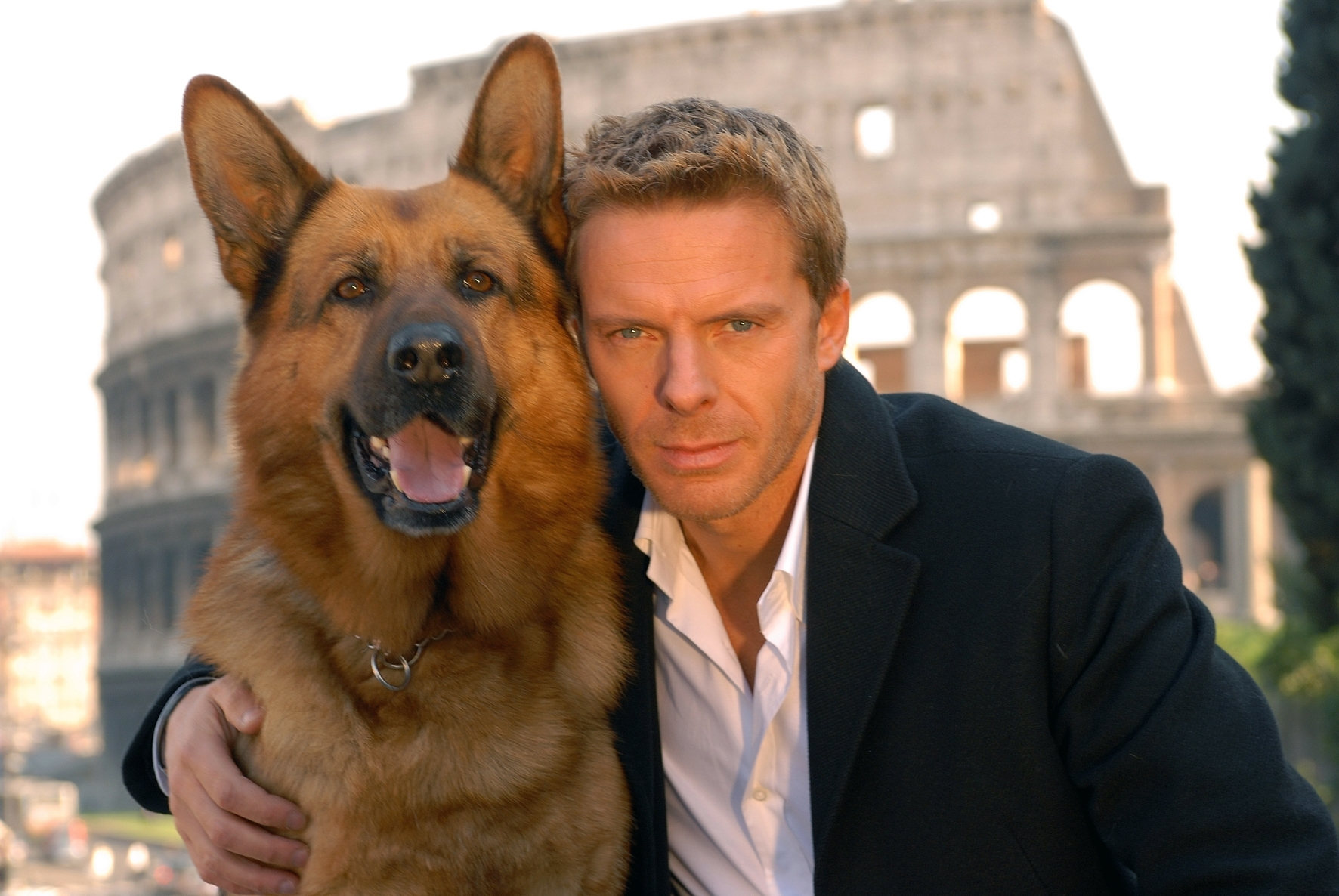
Kaspar Capparoni amb Rex (2008)

Els gossos han aparegut en múltiples representacions artístiques tant al cinema com a la televisió, així com a la literatura, la música, l'escultura, la pintura i altres disciplines. El seu encant ha travessat les barreres culturals i s'han convertit en un símbol de lleialtat, fidelitat i intel·ligència, però en alguns casos també d'agressivitat.
Al cine i la televisió, apareixen sovint en pel·lícules destinades a un públic infantil com ara Beethoven o 101 dàlmates, que tingueren un gran èxit. En altres pel·lícules i sèries, es destaquen les seves habilitats com a rastrejadors, presentant-los com a detectius o com a policies. La sèrie austríaca Rex, per exemple, segueix les aventures d'un pastor alemany (Rex) que treballa amb la policia de Viena.
Disney popularitzà els gossos Pluto i Goofy, ambdós com a part de l'univers de Mickey Mouse. També destaquen altres pel·lícules de Disney com La dama i el rodamón (1955), 101 dàlmates (1961), The Fox and the Hound (1981) i Bolt, així com Gromit de la producció britànica Wallace i Gromit. Les sèries D'Artacan i els tres gossos mosqueters, Scooby Doo també presenten gossos com a personatges principals i és bastant cèlebre el gos d'Els Simpsons, anomenat Santa's Little Helper. Mentrestant, a la sèrie de televisió britànica Doctor Who hi han aparegut diversos models de K9, un gos robot capaç de parlar que acompanya el Doctor en diverses aventures.
La dècada del 1950 fou l'auge de dues sèries de televisió protagonitzades per gossos molt cèlebres; Lassie, que seguia les aventures d'un collie en una granja de l'oest mitjà dels Estats Units i Rin Tin Tin, un gos que, juntament amb el seu company humà, ajudava els soldats a mantenir l'ordre al vell oest. Els còmics també han donat molts gossos de ficció, entre els quals es poden destacar Snoopy, l'excèntric beagle de la tira còmica Peanuts; Odie, el ximplet gos groc que fa la vida impossible al gat Garfield; Milú, el fox terrier que acompanya Tintín en totes les seves aventures i que té una afecció pel whisky; o Idèfix, un petit gosset amb un lligam molt estret amb el seu amo Obèlix (Astèrix el gal).

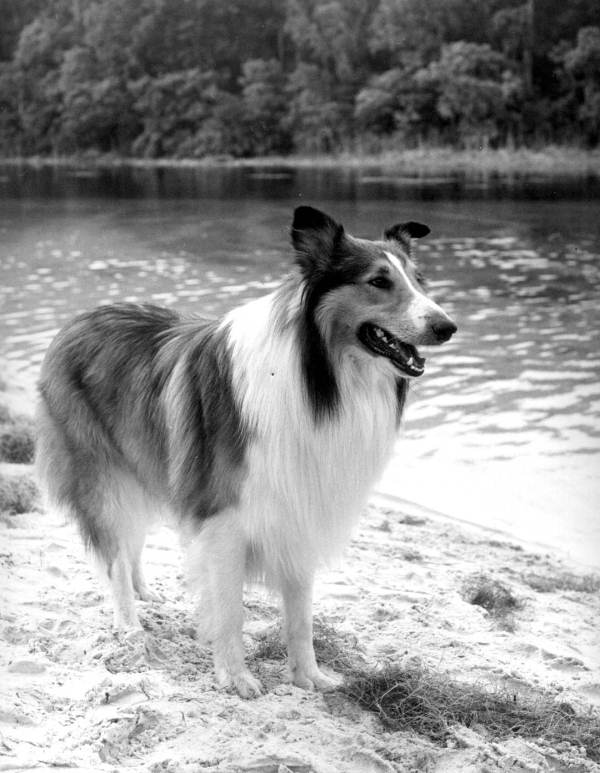
El rodatge de la sèrie Lassie (1965)

En els videojocs, els gossos també són un personatge recurrent. Uns dels que tenen més protagonisme (tot i que el joc passà desaparcebut) són els del joc de PSOne Tail Concerto de Bandai, amb un marcat estil d'anime japonès i on els protagonistes eren animals. Els personatges bons eren els gossos, mentre que els gats eren els dolents, tot i que realment no ho eren tant. Els jocs de la videoconsola Nintendo DS Nintendogs (amb 20.300.000 milions de còpies venudes al setembre del 2008) i Dogz són dos simuladors de gossos que han assolit un gran èxit i els seus creadors han llançat diversos tipus de productes relacionats, com ara joguines i cartes col·leccionables.
L'èxit del programa de televisió Dog Whisperer, en què César Millán, un ensinistrador de gossos, ajuda la gent a educar i entrenar els seus cans, permeté que fos llançat el videojoc My Dog Coach: Understand your Dog with Cesar Millan, també per la Nintendo DS. El gos Poochie també és un personatge de la saga de videojocs de Yoshi. En els videojocs de Pokémon i la sèrie d'anime homònima apareixen Pokémon semblants a gossos, els més coneguts dels quals són Growlithe i Lillipup, així com les seves evolucions. A la sèrie Digimon, alguns tipus de Digimon són gossos, com ara Gaomon.
El padrí de Harry Potter, Sirius Black, té un paper secundari però important a la saga de llibres, pel·lícules i videojocs de Harry Potter. Harry és seguit per un gos negre a Harry Potter i el pres d'Azkaban, però al final s'acaba revelant que el gos és en realitat Sirius, que és un animag (un mag capaç de transformar-se en animal). Altres exemples d'aparicions de gossos en literatura són la novel·la Ullal blanc de Jack London, el gos espectral d'El gos dels Baskerville d'Arthur Conan Doyle, el gos Argos (que pertany a Odisseu) de l'Odissea d'Homer, el gos Cujo imaginat per Stephen King, o Huan, el gos de Valinor que apareix al Silmaríl·lion (Tolkien).
En l'àmbit musical apareixen mencions a gossos, com ara en moltes cançons com ara Feed Jake de Pirates of the Mississippi, Dog Eat Dog d'AC/DC, Martha My Dear d'Els Beatles, etc.